# جنگ اول قره‌باغ
جنگ قره‌باغ (به ترکی آذربایجانی: Qarabağ müharibəsi)(و به ارمنی: Արցախյան ազատամարտ جنگ آزادی‌بخش آرتساخ) جنگی بود که از فوریه ۱۹۸۸ تا مارس ۱۹۹۴ در ناحیه قره‌باغ، واقع در جنوب غربی جمهوری آذربایجان، بین جمهوری آذربایجان و اکثریتارمنی ساکن با پشتیبانی ارمنستان رخ داد. با بالا گرفتن درگیری، هرکدام از طرفین سعی در پاکسازی قومی مناطق تحت تصرف خود از قومیّت دیگر کردند.
در نتیجه جنگ قره‌باغ بیش از ۳۵ هزار نفر کشته شدند و بیش از ۸۰۰ هزار نفر در نواحی مورد مناقشه، آواره و مجبور به جلای وطن شدند. برای برقراری صلح دائمی و فراگیر در منطقه کوشش‌های متعددی به عمل آمد و طرح‌های صلح مختلفی ارائه گردیده است ولی هیچ‌یک به نتیجه عینی و مورد انتظار نرسید و وضعیت حاکم بر منطقه همچنان نه جنگ و نه صلح است.
بحران قره‌باغ موجب قطع روابط دیپلماتیک جمهوری آذربایجان و ترکیه با ارمنستان، انسداد مرزها و شرایط جدید و شکننده‌ای را در فضای منطقه قفقاز جنوبی حاکم نمود. حضور و نقش آفرینی بازیگرانی نظیر ایران، ترکیه، روسیه، آمریکا، فرانسه، سازمان امنیت و همکاری اروپا و شورای امنیت سازمان ملل متحد در روند تحولات قره‌باغ موجب شد این بحران ابعاد منطقه‌ای و بین‌المللی به خود گیرد.
پس از اعلام آتش‌بس در ۲۴ دسامبر ۱۹۹۴ میلادی شورای عالی قره‌باغ روبرت کوچاریان را به عنوان نخستین رئیس‌جمهور قره‌باغ انتخاب نمود و در ۳۰ آوریل ۱۹۹۵ میلادی دومین دوره انتخابات پارلمانی قره‌باغ برگزار شد. نخستین دوره انتخابات در ۲۸ دسامبر سال ۱۹۹۱ میلادی صورت گرفت.

## تاریخ
منطقه قره‌باغ سرزمینی است باستانی که به دو پاره جلگه‌ای (سفلی) و کوهستانی (علیا) تقسیم شده است. بخش سفلی در شمال واقع شده که شهر گنجه مرکز آن بود و قسمت کوهستانی آن با عنوان رسمی «استان خودمختار قره‌باغ کوهستانی» شناخته می‌شود. قسمت کوهستانی تقریباً ۱۲/۵ درصد کل سرزمین قره‌باغ را دربر گرفته است. مساحت این استان ۴۳۸۸ کیلومتر مربع، درازای آن از جنوب به شمال ۱۲۰ کیلومتر و پهنایش از خاور به باختر بین ۳۵ تا ۶۰ کیلومتر است. این استان در سده‌های گذشته از ۵ ناحیه شامل "آسکران، مارتونی، هادروت «در قرون وسطی آن منطقه را دیزاک می‌نامیدند»، مارتاکرت، شوشی) و همچنین دو شهر به نام‌های استپاناکرت و شوشی، پنج شهرک یک قصبه و از ۲۲۰ روستا تشکیل شده بود.
نام منطقه (قره‌باغ-قراباغ)، اولین بار در سده دوازده میلادی بر اساس نام‌گذاری پارسی برای این منطقه به کار رفت.
استرابون در (کتاب جغرافیای) خود قسمت سمت راست رود کورا (محل کنونی قره‌باغ) را با نام «ارخیستینا» (Orkhistene) به عنوان یک استان هایک بزرگ (ارمنستان = هایاستان) دانسته که به خاطر سوارکارانش شهرت داشته است.
شرایط مناسب جغرافیایی در قره‌باغ، سبب پیدایش اجتماعات انسانی از عصر حجر شده است. یکی از قدیمی‌ترین نمونه‌های انسان ابتدایی در قفقاز، در غار آزوخ پیدا شده است. در این منطقه آثار باستانی فراوانی وجود دارد. از دوره‌های پارینه‌سنگی، مفرغ و ابتدای دوره آهن، آثاری چون گورستان آراجادزور (مارتاکرت) و «خوجالی» و بسیاری دیگر کشف شده است. آثار عهد عتیق و قرون وسطی در نواحی مارتونی و مارتاکرت به دست آمده است.
منطقه فعلی قره‌باغ در ابتدای حکومت مادها به زیر سلطه این پادشاهی درآمد و در زمان هخامنشیان نیز جزئی از ایران بود.
تیگران دوم پادشاه دودمان آرتاشسی در سال ۹۵ پیش از میلاد آرتساخ را نیز در قلمرو خود داشت و وجود شهر تیگراناکرت آرتساخ گواه بر این امر است. پس از تقسیم ارمنستان میان ایران و امپراتوری روم شرقی در سال ۳۸۷میلادی، آرتساخ تا انقراض پادشاهی ارمنستان در سال ۴۲۸میلادی، جزو ارمنستان شرقی باقی ماند.
ساکنان قره‌باغ در سده‌های اول و دوم میلادی علیه اشغالگران رومی و در سده سوم و چهارم علیه امرای ساسانی مبارزه کردند. در سده‌های سوم تا پنجم میلادی در قره‌باغ مناسبات فئودالی به وجود آمده و از سده چهارم میلادی به بعد، مسیحیت در این منطقه گسترش یافت. این منطقه در سده ششم میلادی توسط هونها و در اوایل سده هفتم توسط خزرها مورد تاخت و تاز قرار گرفت. در اوایل سده هشتم میلادی قره‌باغ در زمان خلافت امویان توسط اعراب به تصرف درآمد. از اواسط سده یازدهم تا نیمه دوازدهم میلادی، قره‌باغ تحت حکومت سلجوقیان قرار داشت. در دهه سوم سده سیزدهم میلادی قره‌باغ توسط مغولها و در اواخر سده چهاردهم میلادی توسط سپاهیان تیمور لنگ اشغال شد.
در نیمه اول سده پانزدهم میلادی، قره‌باغ کوهستانی در ترکیب دولت قراقویونلوها و در نیمه دوم در ترکیب دولت آق قویونلوها قرار داشت. در قرن هفدهم به جای حکومت‌های محلی، مِلیک‌های ارمنی اداره نقاط مختلف را در دست گرفتند. (۱۶۰۳م) تا اواسط سده نوزدهم، نقش در خور توجهی در تحولات منطقه‌ای جنوب قفقاز ایفا کردند.
در دوره صفویه قره‌باغ به مرکزیت گنجه یکی از بیگلربیگیهای ایران بود. مقام بیگلربیگی که در قرن دهم به‌طور موروثی به سران ایلات چادرنشین قزلباش می‌رسید، در قره‌باغ در اختیار یکی از شاخه‌های ایل قاجار بود.
در اواسط قرن هجدهم میلادی پناهعلی‌خان جوانشیر، با خیانت «ملیک شاه‌نظر» و با کمک او برج معروف شوشی را، که مرکز واراندا بود، تصاحب کرد. پناه علی خان پس از کشتار مردم، با کمک شاه ایران، موفق به تصرف کامل قره‌باغ شد و خود را خان آرتساخ (قره‌باغ) نامید. او با نیرنگ و حیله مِلیک‌های ارمنی را علیه هم شوراند و با استفاده از موقعیت ایجاد شده قدرت خود را توسعه داد. پناه علی خان، با هدف تضعیف امرای محلی ارمنی، در نظر داشت با کمک سلطان عثمانی و پادشاه ایران مردم را به اجبار از دین مسیح برگرداند و بر کل منطقه چیره شود. بالاخره، پس از سال‌ها کشتار و ویرانی به دست ترکان عثمانی، و جنگ‌های ایران و روسیه، مطابق عهدنامه گلستان، کل منطقهٔ مزبور به روسیه الحاق شد.
بیش از آن که تداعی‌کننده طبیعت زیبا و ویژگی‌های تاریخی و فرهنگی آن باشد، عمدتاً تداعی‌کننده یکی از پایدارترین مناقشات قومی در طول سده بیستم میلادی است.

## قفقاز جنوبی
پژوهشگر ارمنی خاتچیک در-غوکاسیان در پژوهش خود می‌نویسد:
«وجود سه کشور مستقل یعنی ارمنستان، گرجستان و جمهوری آذربایجان؛ سه منطقه دارای استقلال خودخوانده یعنی آبخازیا، اوستیای جنوبی و جمهوری قره‌باغ و سه یا احتمالاً چهار واحد خودمختار یعنی آجارستان، مارنئولی، آخالکالاکی و تالش به روشنی بیانگر وجود یک ساختار آنارشیسم در مجموعه امنیتی قفقاز جنوبی است.»
ریشه شکل‌گیری این وضعیت آنارشیک را باید در سیر تحولات تاریخی منطقه قفقاز به ویژه در سده بیستم میلادی جستجو نمود که در واقع، پایه اصلی شکل‌گیری مرزهای سیاسی کنونی در این منطقه به‌شمار می‌رود. نقطه آغاز تغییرات جدی در مرزهای سیاسی منطقه قفقاز را باید مقطع فروپاشی روسیه تزاری و تشکیل اتحاد جماهیر سوسیالیستی شوروی در اکتبر ۱۹۱۷ میلادی دانست. به دنبال تضعیف اقتدار مسکو و خلاء قدرتی که در منطقه قفقاز پدید آمد، ملل منطقه با بهره‌گیری از فرصت پیش آمده درصدد رهایی از سلطه روس‌ها برآمدند. در نخستین گام، جمهوری فدرال دموکراتیک قفقاز جنوبی، متشکل از گرجستان، جمهوری آذربایجان و ارمنستان در تفلیس شکل گرفت. اما حیات این واحد سیاسی چندان طولانی نبود و در ۲۶ ماه مه ۱۹۱۸ میلادی، به علت اختلافات داخلی ملغی شد و هر سه واحد آن در قالب کشورهای مستقل اولین جمهوری ارمنستان، جمهوری دمکراتیک آذربایجان و جمهوری دموکراتیک گرجستان بر صفحه سیاسی قفقاز ظاهر شدند. اما این تجربه نیز بسیار کوتاه بود چرا که با تثبیت اوضاع سیاسی در شوروی، ارتش سرخ اقدام به مداخله نظامی در قفقاز جنوبی نمود و بدین ترتیب به حیات سیاسی مستقل کشورهای منطقه در سال ۱۹۲۰ میلادی پایان داده شد.
به دنبال تثبیت حاکمیت شوروی در قفقاز، با امضای معاهده مسکو در ۱۶ مارس ۱۹۲۱ میلادی، مرزهای شوروی و ترکیه تعیین شد و در اکتبر همین سال، از سه جمهوری تنها آذربایجان و گرجستان این مرز را بر اساس پیمان قارص مورد تصدیق قرار دادند. با تعیین مرزها بر اساس قراردادهای مزبور جمهوری‌های شوروی و جمهوری‌های خودمختار در این جمهوری‌ها طی سال‌های ۱۹۲۱–۱۹۲۲ میلادی تأسیس شدند.

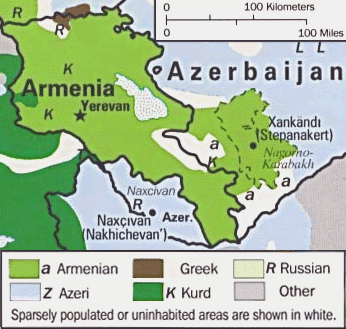
گروه‌های اتنیک ناحیه در ۱۹۹۵. (کل نقشه را ببینید)

اما وضعیت به همین ترتیب باقی نماند و با اجرای فدرالیسم تحمیلی در سال ۱۹۲۲ میلادی (در راستای طرح بلشویک‌ها دربارهٔ ملیت‌ها)، قانون اساسی اتحاد جماهیر شوروی مصوب ۳۱ ژوئیه ۱۹۲۴ میلادی، قانون اساسی مصوب فوریه ۱۹۳۴ میلادی، سازماندهی جمهوری قفقاز در قالب فدراسیون جمهوری‌های شوروی ماوراء قفقاز و در نهایت تصویب قانون اساسی سال ۱۹۳۶ (سازماندهی قومی بر همگون‌سازی اجباری)، قانون اساسی مصوب ۷ اکتبر میلادی و در نهایت تجدید نظر اساسی در قانون اساسی در دسامبر ۱۹۸۸ میلادی، مرزهای منطقه و واحدهای سیاسی آن بارها دچار تغییر و تحول شد.
ریشه اصلی این تغییرات مداوم مرزی، نوع نگاه رهبران شوروی بود که تحت تأثیر ایده و اندیشه جهان وطنی و انترناسیونالیسم مکتب مارکسیسم قرار داشت. هر چند در نخستین روزهای استقرار حکومت شوروی، ولادیمیر لنین به عنوان واکنشی در برابر روسی زدایی نظام پیشین تزاری، نسبت به شناسایی گروه‌های متمایز قومی و زبانی و واگذاری جمهوری‌ها و نواحی خودمختار قدرتمند آن‌ها در قالب ساختار فدرالی دولت شوروی، رویه مناسبی در پیش گرفت و «حق تعیین سرنوشت» قومیت‌ها را به رسمیت شناخت. اما پس از مدتی در این شیوه تفکر بازنگری نمود و ملی‌گرایی محلی را مانع توسعه مارکسیسم تلقی نمود. بدین ترتیب حرکت سیاسی-نظامی با هدف مستحیل کردن هویت‌های ملی و قومی مناطق مختلف در هویت روسی و نیز اندیشه جامعه بی طبقه مارکسیستی آغاز شد.
لنین راه رسیدن به جامعه جدید و بی طبقه را آموزش تدریجی و برقراری تساوی حقوق و قائل شدن زمان کافی برای انجام این تحول می‌دانست. اما جانشین وی یعنی ژوزف استالین، با دیدگاه رادیکال تری نسبت به موضوع می‌نگریست و به‌کارگیری زور و صرفه جویی زمانی را برای پیشبرد این هدف لازم می‌دانست.
استالین دیدگاه‌های مورد نظر خود را در چهارچوب (مهندسی ملیت‌ها)، در قالب سه طرح و به صورت هم‌زمان عملی نمود:
«اقدام نخست، جا به جایی دسته جمعی اقوام و ایجاد اقلیت‌های قابل توجهی در دل جوامع یک دست شرقی بود. این اقلیت‌ها در مرحله نخست روس‌ها بودند. در مرحله بعدی اقوام شرقی دیگری بودند که از سرزمین اصلی خود به سایر جمهوری‌های شرقی کوچانده شدند، اقدام استالین ایجاد هویت‌های تجزیه شده و مستقل در بین اقوام مسلمان آسیای مرکزی و قفقاز بود. این تجزیه در کنار مهاجرت‌های اجباری موجب بروز اختلافات قومی فراوانی در آینده شد. طرح سوم عبارت بود از تعیین مرزهای جمهوری‌های شوروی به نحوی که با اختلافات ارضی که یا اختلافات ارضی که در طول تاریخ حتی قبل از استیلای روسیه بین برخی از این اقوام وجود داشت باقی‌مانده و تشدید شود، یا ترکیب ناهمگون قومی در یک واحد سیاسی ایجاد گردد.»
بدین ترتیب در دوره استالین یک حکومت مبتنی (سلسله مراتب ملی) تشکیل شد که در راس آن روس‌ها به عنوان قوم برتر بودند و سپس جمهوری‌های اوکراین، بلاروس، سه جمهوری بالتیک و قزاقستان، جمهوری‌های قفقاز و آسیای مرکزی قرار گرفت. در واقع سیاست اصلی استالین (قومیت در فرم و روسی شدن در محتوا) بود که در مقابل سیاست لنین (ناسیونالیسم در فرم سوسیالیسم در محتوا) قرار داشت. در مجموع اجرای سیاست‌های استالین موجب شد، عمده مرزهای بین جمهوری‌ها، نواحی و مناطق خودمختار بدون در نظر گرفتن ویژگی‌های همگون ملی صورت گیرد و ملیت‌های کوچک‌تر که فاقد شروط لازم برای اعمال حق حاکمیت ملی بودند، جمهوری‌های خودمختار خود را شکل بدهند و واحدهای خودمختار متعددی در قفقاز شمالی و جنوبی بدون توجه به واقعیت‌های جغرافیایی، سیاسی و اجتماعی شکل گیرد.
بدین ترتیب، تحت تأثیر سیاست‌های مرتبط با مرزبندی‌های تحمیلی و مهندسی ملیت‌ها مرزبندی‌های تحمیلی و ناهمخوان زیر شکل گرفت. تحت تأثیر حاکمیت روس‌ها (دوران تزاری و کمونیسم)، ولایت دربند از قلمرو جمهوری آذربایجان منتزع و به داغستان در قفقاز شمالی منضم شد، در قسمت کوهستانی ولایت قره‌باغ که بیشتر ساکنان آن را ارمنیان تشکیل می‌دادند، استانی خودمختار به نام قره‌باغ کوهستانی تحت حاکمیت آذربایجان تأسیس شد. منطقه نخجوان در تقسیمات سال ۱۹۲۴ میلادی تحت عنوان جمهوری خودمختار نخجوان در حالی که ترکیب جمهوری آذربایجان قرار گرفت که فاقد هرگونه پیوستگی جغرافیایی با سرزمین اصلی آذربایجان بود و در واقع به صورت برونگان مابین سرزمین اصلی آذربایجان و ارمنستان شکل گرفت که پس از فروپاشی شوروی تبدیل به چالشی جدی برای حاکمیت جمهوری آذربایجان گردید.
مشابه همین وضعیت در گرجستان نیز شکل گرفت. دوپاره شدن قوم اوستیا در دو سوی کوه‌های قفقاز (اوستیای شمالی-آلانیا در چهارچوب مرزهای روسیه و اوستیای جنوبی در داخل گرجستان)، و نیز قرار گرفتن اقلیت بزرگی از ارمنیان در دو منطقه آخالکالاکی و جاواختی گرجستان در کنار شمالی ارمنستان از مهم‌ترین موارد آن بودند؛ و همچنین لزگی‌ها یکی از اقوام قفقاز در اثر مرزبندی دوران شوروی، بخشی از آن‌ها در جنوب داغستان روسیه و بخشی دیگر در شمال جمهوری آذربایجان مستقر شدند. تالشی‌ها نیز در داخل قلمرو آذربایجان قرار گرفتند و بدین ترتیب حضور تالشی‌های (شیعی) و لزگی‌های (سنی) در آذربایجان شیعی شکل گرفت.
در مجموع دامنه و عمق تغییرات مرزی و سیاسی دوران استالین به حدی بود که سیاست‌های ملایم و بازنگری‌های دوران نیکیتا خروشچف، لئونید برژنف، یوری آندروپوف، کنستانتین چرنینکو و میخائیل گورباچف نیز نتوانست نتایج و پیامدهای منفی و مخرب (مرزبندی‌های تحمیلی) و (مهندسی ملیت‌ها) را مهار نمایند و این دو مورد به عنوان (میراث شوم) دوران کمونیسم به دوران پس از فروپاشی شوروی و استقلال کشورهای منطقه قفقاز جنوبی منتقل شد. (مرزبندی‌های تحمیلی) از همان ابتدا موجب اختلاف واحدهای سیاسی ملی و فرو ملی منطقه گشت.
آذربایجان و ارمنستان بر سر منطقه قره‌باغ وارد جنگی خونین و ویرانگر شدند، جنگ داخلی در گرجستان دامن مرکزی این کشور و مناطق اوستیای جنوبی و آبخازیا را گرفت. به این دو مورد کلان باید اختلافات ارضی آذربایجان و گرجستان، آذربایجان و روسیه و نیز اختلافات متعدد واحدهای سیاسی منطقه بر سر تقسیم منابع آبی را نیز اضافه نمود.
مهندسی ملیت‌ها نیز موجب شکل‌گیری نیروی متراکم ناسیونالیسم قومی در بطن منطقه گشت که با فروپاشی نظام توتالیتر کمونیستی رستاخیز هویت‌های قومی را در منطقه قفقاز به دنبال داشت. در مجموع ساختار آنارشیک مجموعه امنیتی قفقاز جنوبی، یکی از مهم‌ترین دلایلی است که مانع از ایجاد یک رژیم امنیتی مشترک در این منطقه طی دو دهه گذشته شده است.

## پیش‌زمینه

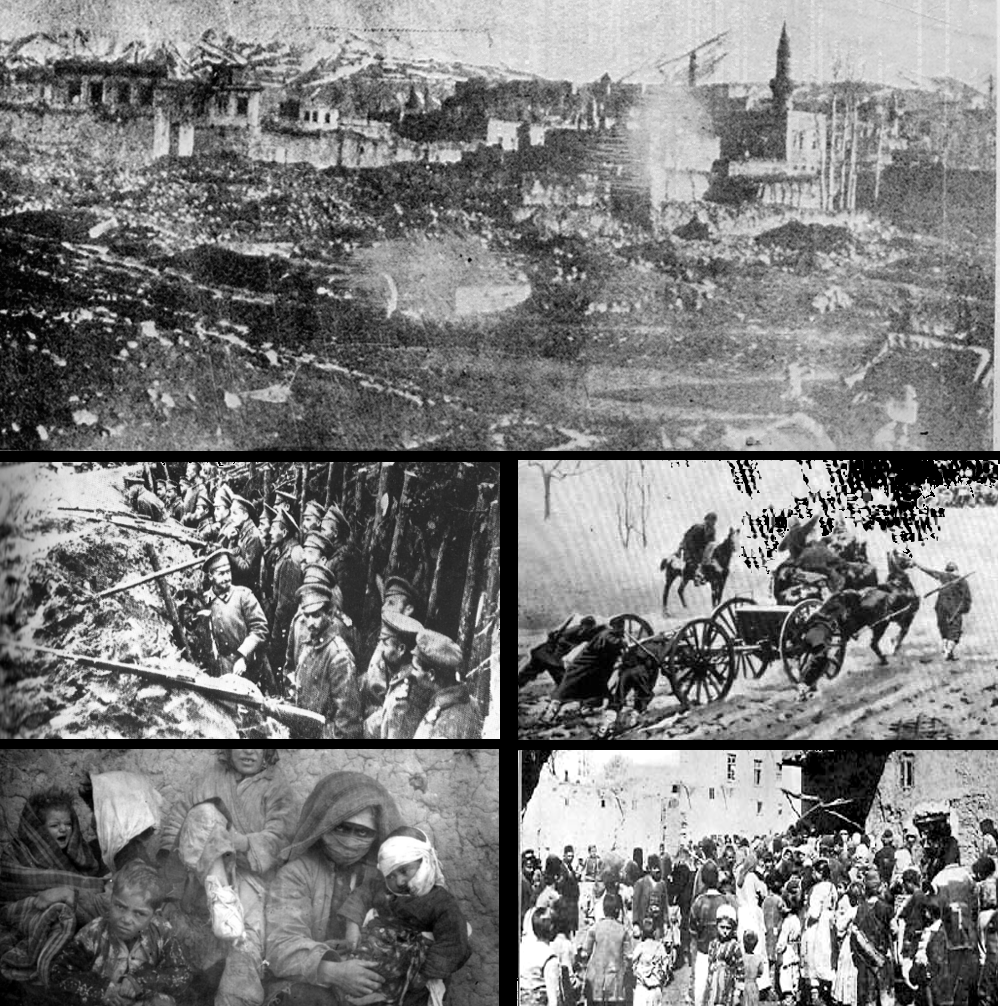
عکس بالا:ویرانی‌های شهر کارین، بالا سمت چپ:نیروهای روسیه، بالا سمت راست:نیروهای عثمانی، پایین سمت چپ:پناهندگان مجروح مسلمان، پایین سمت راست:پناهندگان ارمنی

جنگ ارمنستان–جمهوری آذربایجان اشاره به جنگی است که از سال ۱۹۱۸م تا ۱۹۲۰م که حدود دو سال به طول انجامید می‌باشد.
با فروپاشی امپراتوری نیکلای دوم-انقلاب روسیه (۱۹۱۷) و ظهور دولتهای مستقل در قفقاز در سال‌های آخر جنگ جهانی اول، رقابت در جهت چیرگی بر قره‌باغ و همچنین موجب اختلاف مرزی، قومیتی و تاریخی در کوهستان زانگزور، نخجوان که باعث درگیری‌های شدیدی میان اولین جمهوری ارمنستان و جمهوری دمکراتیک آذربایجان تبدیل شد.
این جنگ به عنوان بخشی از یک رشته عملیات جنگی در قفقاز (نبرد باکو، نبرد سارداراباد، جنگ ارمنستان–ترکیه) که به مدت چهار سال به طول انجامید می‌باشد.
مرزبندی‌های تحمیلی و ناهمخوان با واقعیت تاریخی و اجتماعی دوران شوروی موجب شد پایه‌های بسیاری از مناقشات قومی و سرزمینی نظیر آبخازیا، اوستیای جنوبی، آجاریا، قره‌باغ و نظیر آن در فضای منطقه قفقاز شکل گیرد که تنها ارمغان آن تنش و بی‌ثباتی برای ملت‌ها و دولت‌های منطقه بود. پس از سقوط دولت‌های مستقل قفقاز در سال‌های ۱۹۲۰ و ۱۹۲۱ میلادی نقشه سیاسی قفقاز با رویکرد خاص حزب کمونیست یعنی مهندسی ملیت‌ها دچار تغییرات فراوانی شد که منطقه قره‌باغ به نوعی در کانون این تغییرات قرار داشت.
مجادله و مذاکره بر سر سرنوشت منطقه قره‌باغ بیش از دو دهه پس از تأسیس اتحاد شوروی ادامه یافت. در مورخ ۳۰ نوامبر ۱۹۲۰ کمیته انقلاب آذربایجان دربارهٔ بخش جدایی ناپذیر بودن قره‌باغ کوهستانی، زانگزور و نخجوان به جمهوری سوسیالیستی ارمنستان شوروی:
به همه، از طرف جمهوری سوسیالیستی شوروی آذربایجان دربارهٔ تصمیم‌گیری کمیته انقلاب مورخ ۳۰ نوامبر ۱۹۲۰ به اطلاع خلق اَرمن برسانید که:
با کسب اطلاع از اعلام جمهوری شوروی سوسیالیستی در ارمنستان از سوی دهقانان و کارگران، دولت آذربایجان بخاطر پیروزی خلق برادر درود می‌فرستد. از امروز مرزهای قبلی ارمنستان و آذربایجان لغو می‌شوند. قره‌باغ کوهستانی، زانگزور و نخجوان به عنوان بخش جدایی ناپذیر جمهوری شوروی سوسیالیستی ارمنستان به رسمیت شناخته می‌شوند.
پاینده باد برادری و اتحاد کارگران و دهقانان ارمنستان و آذربایجان شوروی.
رئیس کمیته انقلاب آذربایجان نریمان نریمانف.
کمیسر خلق امور خارجه، حسین‌اف
متن فرمان کمیته انقلاب ارمنستان دربارهٔ الحاق قره‌باغ کوهستانی به ارمنستان:
بر پایه اعلامیه کمیته انقلاب جمهوری سوسیالیستی شوروی آذربایجان و توافق به‌دست آمده میان دولتهای جماهیر شوروی سوسیالیستی ارمنستان و آذربایجان، بدینوسیله اعلام می‌گردد که قره‌باغ کوهستانی از هم‌اکنون بخش جدائی ناپذیر جماهیر شوروی سوسیالیستی ارمنستان را تشکیل می‌دهد.

رئیس شورای کمیسرهای خلق جمهوری شوروی سوسیالیستی ارمنستان آ. میناسیکیان (آلکساندر مارتونی)
در اصلاحیه قانون اساسی شوروی در ۲۵ سال ۱۹۴۸ میلادی، سرنوشت سیاسی و حقوقی این منطقه تعیین شد. در اصل این قانون اساسی چنین بیان شد:
جمهوری خودمختار شوروی سوسیالیستی نخجوان و ولایت خودمختار قره‌باغ کوهستانی در قلمرو جمهوری سوسیالیستی آذربایجان می‌باشند.
هر چند ارمنی‌ها از این تقسیم‌بندی ناراضی بودند، اما در دوران استالین مجال و فرصتی برای اعتراض نیافتند. پس از مرگ استالین و آغاز روند استالین زدایی در فضای سیاسی شوروی، تحرک تازه‌ای در فعالیت ارمنیان پدید آمد. در ۱۹ می ۱۹۶۳ میلادی عریضه‌ای به امضاء ۴۵۰۰ نفر از ارمنی‌های قره‌باغ در اعتراض به تداوم سیاست تبعیض و تجاوز جمهوری آذربایجان علیه ارمنیان، تقدیم نیکتا خروشچف شد که البته اقدام خاصی از سوی رهبر شوروی صورت نگرفت.

### تلاش سیاسی ارمنیان برای الحاق قره‌باغ به ارمنستان
پس از برکناری خروشچف، مسکو در سال ۱۹۶۵ میلادی با برگزاری مراسم پنجاهمین سالگرد نسل‌کشی ارمنیان موافقت کرد. در این مراسم تظاهرات گسترده‌ای در ایروان انجام شد که الحاق مناطق از دست رفته ارمنستان از شعارهای اصلی شرکت کنندگان بود.
در سال ۱۹۶۶ میلادی گروهی از هواداران حزب فدراسیون انقلابی ارمنی، حزب ملی ارمنستان را تأسیس کردند. یکی از نخستین اقدامات این حزب تهیه و انتشار نقشه ارمنستان بزرگ بود که قره‌باغ را نیز شامل می‌شد. دو سال بعد تمامی کادر و رهبران این حزب توسط کاگ‌ب بازداشت شده و دو نفر از آنان به نام‌های (سامول باغداساریان) و (استفان زاتیگیان) به جرم خرابکاری علیه دولت اعدام شدند.
در همین مقطع، تحت تأثیر آموزه‌های گارگین نژده گروه‌های زیرزمینی دیگری شکل گرفت که حزب (متحد ملی) و (ارتش استقلال) از مهم‌ترین آن‌ها به‌شمار می‌رفت. در مجموع با وجود کوشش‌های فراوان ارمنیان تغییری در وضعیت منطقه قره‌باغ تا پایان دهه ۱۹۸۰ میلادی پدید نیامد چرا که در اصل ۷۷ قانون اساسی شوروی مصوب ۷ اکتبر ۱۹۷۷ میلادی تصریح شده بود که سرزمین یک جمهوری متحده را بدون موافقت خود آن جمهوری نمی‌توان تغییر داد.
با قدرت رسیدن میخائیل گورباچف در سال ۱۹۸۵ میلادی، ارمنیان درخواست‌های خود را دربارهٔ الحاق قره‌باغ به ارمنستان از سر گرفتند. نخستین اقدام مهم، ارسال نامه از طرف شخصیت‌های برجسته ارمنی خطاب به رهبران شوروی بود. در سپتامبر ۱۹۸۷ میلادی اتحاد برای حق تعیین سرنوشت به رهبری بارویر هایریکیان از فعالان ارمنی ضد کمونیست به عنوان نخستین حزب سازمان یافته نسل دوم (احزاب مقطع استقلال) شکل گرفت و برنامه خود را جدایی ارمنستان از اتحاد جماهیر شوروی و کسب استقلال سیاسی برای ارمنستان اعلام نمود.
در پاییز ۱۹۸۷ میلادی طوماری با حدود نود هزار امضاء همراه با نام و نشانی افراد امضاکننده تقریباً همه افراد بالغ قره‌باغ، تحت عنوان (وحدت قره‌باغ با ارمنستان) برای گورباچف فرستاده شد. در اوت ۱۹۸۷ میلادی نیز (آکادمی علوم ارمنستان) درخواستی با امضاء صد هزار نفر مبنی بر واگذاری منطقه قره‌باغ علیا و نخجوان به جمهوری ارمنستان تهیه کرد. (شورای قره‌باغ) نیز با ۱۱۰ رأی مثبت، ۱۷ رأی منفی و ۱۳ رأی ممتنع رسماً از این درخواست حمایت نمود. در اوایل سال ۱۹۸۸ میلادی نیز هیئتی از ارمنیان قره‌باغ، راهی مسکو شده و یک نسخه از وحدت قره‌باغ با ارمنستان را که به شکل کتابی درآمده بود، به پتر نیلوویچ دمیچوف (معاون اول رئیس هیئت رئیسه شورای عالی اتحاد شوروی) تحویل داد. در حالی که رهبران شوروی توجهی به اقدامات و کوشش‌های ارمنیان نشان نمی‌دادند، اوضاع در استپاناکرت و ایروان رو به وخامت می‌گذاشت.
در ۱۳ فوریه سال ۱۹۸۸ میلادی تظاهرات وسیعی در ایروان برپا شد که شعار اصلی تظاهرات کنندگان «یک خلق، یک جمهوری» بود. در این شرایط ملتهب، هیئتی از سوی ارمنیان در ۱۷ فوریه ۱۹۸۸ میلادی راهی مسکو شد. گورباچف در ملاقات یک ساعته با زوری بالایان و سیلوا کاپوتیکیان اظهار داشت که برای یافتن راه حلی عادلانه تلاش می‌کند.
«روزهای ۲۱ و ۲۲ فوریه ۱۹۸۸ میلادی در هادروت ساکنان ارمنی منطقه به تظاهرات پیوستند. بسیاری از ارمنیان راهی استپاناکرت شدند تا به تظاهرات آنجا بپیوندند. در روز دوشنبه ۲۲ فوریه ۲۵۰ هزار نفر، در روز سه شنبه ۴۰۰ هزار نفر و در روزهای پنج شنبه و جمعه حدود یک میلیون نفر در ایروان به تظاهرات پیوستند. تظاهرات مسالمت‌آمیز بود و تظاهرکنندگان با حمل پلاکاردهایی از گورباچف و پرچم ارمنستان شوروی بر علاقه خود میهن شوروی تأکید کردند.»
در همین مقطع نمایندگان ارمنی شورای قره‌باغ رأی به الحاق این منطقه به جمهوری ارمنستان دادند. شورای عالی اتحاد جماهیر شوروی با استناد به این که نمایندگان جمهوری آذربایجان شرکت نکرده بودند، از پذیرش آن خودداری کرد.

### آغاز تنش سیاسی
عدم توجه جدی مسکو به ریشه اختلافات و بی اعتنایی به خواسته‌ها موجب وخامت بیش از بیش اوضاع شد. درگیری‌های پراکنده‌ای که میان ارمنیان و آذربایجانی‌ها در استپاناکرت در ژانویه ۱۹۸۸ میلادی آغاز شده بود به سرعت گسترش پیدا کرد.
در سومقاییت فاجعه‌ای خونین به بار آمد که از آن تحت عنوان کشتار سومقاییت یاد می‌شود. مدت زیادی از حادثه سومقاییت نگذشته بود که پارویر هایریکیان، رهبر اتحاد برای حق تعیین سرنوشت، کمیته‌ای را با اعضای ثابت ۱۱ نفره به نام (جبهه مردمی قره‌باغ) در مارس ۱۹۸۸ میلادی تأسیس کرد که هدف از ایجاد آن سازمان دادن به اعتراضات مردم قره‌باغ بود. این جبهه که اختصاراً کمیته قره‌باغ نامیده می‌شد، به سرعت قدرت گرفت و در صحنه مناقشه قره‌باغ حاضر شد.
به موازات تشکیل کمیته قره‌باغ، نخستین اعتراض جدی و عمومی توسط گروهی از روشنفکران ارمنی متشکل از روزنامه‌نگاران، نویسندگان و نقاشان ارمنی صورت گرفت که در قالب جنبش محیط زیست، حرکتی اعتراضی را علیه نظام کمونیستی حاکم سامان بخشیدند. به موازات پیچیده‌تر شدند تحولات قره‌باغ، جنبش‌های اعتراضی ارمنی تحرک تازه‌ای پیدا نمود و بیش از پنجاه گروه کوچک ارمنی به صورت مخفیانه و زیرزمینی فعالیت خود را در ابتدای سال ۱۹۸۸ میلادی آغاز نمودند که از مهم‌ترین آن‌ها می‌توان از: (فدراسیون دانشجویان ارمنی، کوشش برای بقاء، ماشتوتس، های دات و گتوتیون) نام برد.
مسکو برای کنترل اوضاع متشنج قره‌باغ، طرحی را برای توسعه اقتصادی منطقه در اواخر مارس ۱۹۸۸ میلادی ارائه نمود که نتیجه خاصی در پی نداشت، چرا که تغییر در مرزهای ۱۹۲۳ میلادی که مورد درخواست ارمنیان بود، همچنان منوط به توافق آذربایجانی‌ها بود.
با توجه به وخامت روزافزون اوضاع منطقه، رهبران شوروی اقدام به برکناری کارن دمیرچیان و کامران باقیروف، دبیران اول احزاب کمونیست ارمنستان و جمهوری آذربایجان در ۲۱ می ۱۹۸۸ میلادی نمودند و به جای آنان «سورن هاراتونیان» و عبدالرحمن وزیروف را در راس رهبری این دو جمهوری قرار دادند تا از این طریق بتوانند بر اوضاع بحرانی منطقه مسلط شوند.
در تحولی مهم نمایندگان شورای قره‌باغ در ۱۲ ژوئن ۱۹۸۸ میلادی و پارلمان ارمنستان در ۱۵ ژوئن ۱۹۸۸ میلادی قره‌باغ را جزئی از جمهوری ارمنستان دانست. جمهوری ارمنستان این تصمیم را با استناد به ماده ۷۰ قانون اساسی اتحاد جماهیر شوروی اتخاذ نمود که حق خودمختاری ملت‌ها و الحاق داوطلبانه آن‌ها به هر کدام از جمهوری‌ها را مورد شناسایی قرار داده بود. واکنش جمهوری آذربایجان نیز رد تصمیم پارلمان ارمنستان بود.
پیرو این کشمکش‌های حقوقی و دیپلماتیک، دولت شوروی اقدامات جدی تری را در دستور کار خود قرار داد که ممنوعیت رفت‌وآمد شبانه در باکو، ایروان و سومقاییت و دستگیری و محاکمه سه آذربایجانی به جرم سازمان دهی و دست داشتن در کشتار ارمنیان سومقاییت و صدور حکم اعدام برای یکی از آن‌ها موجب شد تظاهرات گسترده‌ای در آذربایجان علیه مسکو شکل گیرد. از نکات شایان توجه ورود رهبران دینی مسلمان و طرح شعارهای اسلامی در اعتراضات مردم آذربایجان بود.
«شیخ السلام الله شکر پاشازاده، رئیس اداره مسلمانان قفقاز و رهبر رسمی شیعیان جمهوری آذربایجان، مؤمنان را به هوشیاری و بسیج شدن فرا خواند. روز تاسوعای سال ۱۷ اوت ۱۹۸۸ میلادی تظاهرات گسترده‌ای در شهرهای باکو، گنجه، سومقاییت، شماخی و شکی برگزار شد. ده‌ها هزار نفر از مردان سیاه پوش و نیز زنانی که پس از دها سال برای نخستین بار چادر به سر کرده بودند، اوضاع در باکو، قره‌باغ و نخجوان رو به وخامت گذارد.»
به دنبال این اعتراضات و ادامه اعتصابات در منطقه، هیئت رئیسه شورای عالی اتحاد شوروی در ۱۸ اوت ۱۹۸۸ میلادی در مسکو تشکیل جلسه داد و مصوبه‌ای را در ۳ ماده به تصویب رساند که نتیجه آن باقی ماندن قره‌باغ در ترکیب جمهوری آذربایجان بود. که این ماده مورد پذیرش ارمنیان و کمیته قره‌باغ قرار نگرفت. از این رو دامنه اعتراضات و اعتصابات گسترده‌تر از قبل شد. مسکو درصدد سرکوب تظاهرات کنندگان برآمد و مثلث ارتش سرخ، حزب کمونیست و سرویس اطلاعاتی کا.گ. ب وارد عمل شد و برای کنترل اوضاع در ایروان، باکو و چند شهر دیگر در نوامبر ۱۹۸۸ میلادی، حالت فوق‌العاده‌ای اعلام نمود و ارتش شوروی رسماً در منطقه مستقر شد.
در همین مقطع زلزله شدیدی منطقه اسپیتاک را در ۷ دسامبر ۱۹۸۸ میلادی لرزاند. اعلام کمک‌های بشردوستانه کشورها و سازمان‌های بین‌المللی با استقبال مسکو مواجه شد. پس از جنگ جهانی دوم اولین بار بود که مرزهای بین‌المللی اتحاد جماهیر شوروی به روی هیئت‌ها و خبرنگاران خارجی این‌گونه باز می‌شد. یکی از مهم‌ترین پیامدهای این اقدام مسکو، بازگشت بسیاری از جماعت ارمنیان پراکنده پس از هفتاد سال به ارمنستان بود که در قالب نیروهای داوطلب به کمک هم وطنان آسیب دیده خود پرداختند. کمک مالی ۸۰۰ میلیون دلاری ارمنیان خارج موجب شد همبستگی ملی ارمنی میان ارمنیان داخل و بیرون ارمنستان به شدت تقویت شود.
اما مقامات شوروی با درک نادرست از این وضعیت دستور دستگیری و محاکمه بدون دادگاه هفت عضو کمیته قره‌باغ را به جرم تحریک اغتشاش عمومی صادر کردند. این اقدام موجب تحریک بیشتر ارمنیان و تشنج تازه در ارمنستان و منطقه قره‌باغ شد.
در نخستین روزهای سال ۱۹۸۹ میلادی، روزنامه حزب کمونیست جوانان، کمیته قره‌باغ را به دلیل اتخاذ (سیاست‌های قدرت طلبانه و به دست گرفتن قدرت سیاسی) مجرم معرفی کرد. هر چند این ادعا از طرف اعضای کمیته به ویژه آشوت منوچهریان رد شد، اما بهانه‌ای برای دستگیری کلیه اعضای کمیته قره‌باغ گردید و همچنین حدود ۵۰ تن از مقامات حزبی و دولتی ارمنستان از کار برکنار شدند.
پس از این رویداد و در پی مذاکراتی که بین نمایندگان آذربایجانی و ارمنی در مسکو انجام گرفت، شورای عالی اتحاد شوروی، قانون تأسیس اداره ویژه برای امور قره‌باغ را در ۱۲ ژانویه ۱۹۸۹ میلادی تصویب نمود. طبق این قانون قره‌باغ کوهستانی موقتاً از حاکمیت آذربایجان خارج و تحت اقتدار یک کمیسیون ویژه به ریاست یک روس به نام آرکادی ولسکی قرار گرفت. مأموریت ولسکی، ارائه برخی پاداش‌ها و تنبیهات به طرفین برای پایان درگیری بود. بی‌درنگ اقتدار ارگان‌های محلی به حالت تعلیق درآمد و منطقه تحت مراقبت شدید نظامی قرار گرفت.
نیکولای ریژکوف، نخست‌وزیر وقت شوروی آن را «مصالحه‌ای که طبق آن توازن قابل قبول منافع برای هر دو جمهوری مورد نظر قرار گرفته است.» توصیف کرد.
ولسکی در ۱۰ آوریل ۱۹۸۹ میلادی در سخنانی که روزنامه اقتصاد سوسیالیستی آن را چاپ کرد، اظهار داشت:
«نمی توان منکر شد که در وضعیت ملی و اراضی کشورمان جهتی وجود دارد که در بسیاری از زمان‌ها ما به مسائلی برمی‌خوریم که با ترکیب استالینیستی حل شده و نتایج آن قبل مشاهده است. غیرقابل تغییر شمردن مرزهای کنونی کشور به معنی احتساب قانونی و عادلانه حرکت‌های رژیم گذشته است. امروز اگر ما عدالت سیاسی و تاریخی را در مورد دیگر هموطنان بر پا می‌کنیم، باید همان عدالت را برای تمام ملت‌ها اجرا نماییم.»
ولسکی اندکی بعد در مصاحبه با روزنامه ایزوستیا منظور خود را بهتر و شفاف تر بیان کرد:
«فرمان‌های متضاد و پیچیده‌ای که در نخستین سال‌های دهه ۱۹۲۰ میلادی دربارهٔ وضعیت اراضی و ملی قفقاز صادر شد، موجب شده است که قره‌باغ با اکثریت جمعیت ارمنی در ترکیب آذربایجان قرار گیرد.»
اظهارات ولسکی به خوبی نشان می‌داد که مقامات شوروی به تدریج در حال درک ماهیت و ابعاد واقعی بحران قره‌باغ هستند.
در تابستان ۱۹۸۹ میلادی دو تحول مهم در جمهوری ارمنستان و آذربایجان به وقوع پیوست که نقش مهمی در تشدید احساسات ملی‌گرایی ارمنی و آذربایجانی ایفا نمود.
در ماه اوت ۱۹۸۹ میلادی کمیته قره‌باغ برنامه‌ای را برای تشکیل جنبش ملی ارمنیان تدارک دید و نخستین جنبش ملی ارمنی نیز در ۴ تا ۶ نوامبر ۱۹۸۹ میلادی در ایروان با شرکت ۱۵۰۰ نماینده تشکیل شد. در این گردهمایی شورایی متشکل از ۳۷ نفر که کلیه اعضای کمیته قره‌باغ را نیز شامل می‌شد، به عنوان شورای مرکزی جنبش انتخاب گردید و اساسنامه جنبش به تصویب رسید. از مهم‌ترین اصول اساسنامه جنبش ملی ارمنیان مانند: «استقلال و حاکمیت ملی در ارمنستان، تأکید بر حفظ زبان و کلیسای حواری ارمنی، وحدت ملی و الحاق قره‌باغ به ارمنستان و تلاش برای شناسایی نسل‌کشی ارمنیان» بود.
شکل‌گیری جنبش ملی ارمنیان موجب تحرک هر چه بیشتر گروه‌های مبارز ارمنی نظیر (جنبش آرتساخ، شورای گروه‌های نظامی داوطلب، جنبش آزادی‌خواهی قره‌باغ و کمیته مدافع جمهوری آرتساخ)، شد که چهره‌هایی نظیر (آشوت ناواساردیان، روبرت کوچاریان، سرژ سارگسیان، وازگن سارکیسیان و آندرانیک مارگاریان) شد که این افراد بعدها حزب جمهوری‌خواه ارمنستان و ارتش ملی ارمنستان را تشکیل و بنیان‌گذاری نمودند.
در اواسط ژوئیه ۱۹۸۹ میلادی، تشکل جدیدی با عنوان جبهه خلق آذربایجان به وجود آمد که افرادی چون اسکندر حمیدوف، ابوالفضل ایلچی بیگ، «اعتبار محمدوف» و چند تن دیگر از بنیان‌گذاران آن به‌شمار می‌رفتند. تظاهرات و اعتصابات گسترده‌ای را برای حاکمیت مستقیم جمهوری آذربایجان بر قره‌باغ برپا داشت. در چنین شرایطی بود که اوضاع منطقه از اوت ۱۹۸۹ میلادی رو به وخامت گذاشت.
آذربایجانی‌ها ارتباط شبکه راه‌آهن ارمنستان را قطع نمودند و ارمنیان با بمب‌گذاری و قطع ارتباط راه‌آهن میان جمهوری آذربایجان و نخجوان واکنش نشان دادند. بدین ترتیب روند رویارویی در قره‌باغ به اعتصاب و تظاهرات محدود نماند و با تشدید فعالیت گروه‌های مسلح، وارد مرحله جدیدی شد.
در ۲۸ نوامبر ۱۹۸۹ میلادی شورای عالی اتحاد شوروی قره‌باغ را تحت اساسنامه جدیدی که بر خودمختاری آن می‌افزود تحت حاکمیت آذربایجان قرار داد و هیئت جدیدی از سوی رهبری شورای عالی جمهوری آذربایجان تشکیل و برای اداره امور قره‌باغ اعزام شد. کمیسیون جدیدی نیز با عنوان (کمیسیون کنترل) به نمایندگی از طرف شورای عالی اتحاد شوروی بر اوضاع نظارت می‌کرد و همچنین یک کمیته تشکیلاتی نیز در حاکمیت منطقه نقش پیدا می‌کرد که ترکیب نمایندگان آن بر اساس درصد جمعیت ارمنی و آذربایجانی (سه چهارم ارمنی و یک چهارم آذربایجانی) تعیین شد.
شورای منطقه قره‌باغ نیز فعالیت خود را از سر گرفت. آرکادی ولسکی به مسکو بازگشت و ویکتور پولیانیچکوف، دبیر دوم حزب کمونیست آذربایجان به ریاست کمیته تشکیلاتی منصوب شد.
در ۳۰ نوامبر ۱۹۸۹ میلادی ارمنستان اعلام نمود که تصمیم مسکو غیرقانونی است و به وحدت قره‌باغ به ارمنستان تأکید شد و همچنین جمهوری آذربایجان معتقد بود که حاکمیت ملی خود مورد تعرض قرار گرفته است.
با مخالفت هم‌زمان ارمنیان و آذری‌ها با تصمیم جدید مسکو اوضاع منطقه در ماه‌های پایانی سال ۱۹۸۹ و ابتدای سال ۱۹۹۰ میلادی متشنج تر شد. رویدادهایی نظیر تصرف ایستگاه پخش‌کننده برنامه‌های ارمنی به دست نیروهای جبهه خلق آذربایجان، تصرف ساختمان‌های دولتی آذربایجان توسط نیروهای جبهه خلق، یورش به محلات ارمنی‌نشین باکو، قتل‌عام سازمان یافته ارمنی‌های باکو و قتل‌عام گنجه در نهایت فرار باقی‌مانده ارمنی‌های باکو موجب شد در ۱۵ ژانویه ۱۹۹۰ میلادی میخائیل گورباچف با استناد به بند ۱۴ ماده ۱۱۹ قانون اساسی اتحاد شوروی، طی فرمانی در جمهوری آذربایجان و قره‌باغ وضعیت فوق‌العاده اعلام کند. متعاقب این فرمان، حمله ارتش سرخ شوروی با ۳۰ هزار نظامی به شهر باکو در ۱۹ فوریه ژانویه ۱۹۹۰ میلادی آغاز شد. نیروهای ارتش سرخ در ۲۰ ژانویه وارد شهر باکو شدند. هر چند تعداد تلفات حادثه ۲۰ ژانویه به‌طور دقیق مشخص نشده است ولی منابع گوناگون از آماری که به ۲۰۰ نفر می‌رسد حکایت دارد. مسکو برای توجیه این کشتار، ملی گرایان آذری را متهم کرد که در پی رسیدن به اهداف سه‌گانه‌ای بوده‌اند؛ یعنی سرنگون کردن حاکمیت شوروی، جدایی جمهوری آذربایجان و سرانجام تشکیل کشور اسلامی آذربایجان.
در همان روز وزیروف دبیر اول حزب کمونیست جمهوری آذربایجان از کار برکنار شد و ایاز مطلب‌اف جانشین او شد. در پی این تحولات، حدود ۷ هزار نفر از نیروهای شوروی به فرماندهی «ژنرال سافانوف»، در قره‌باغ مستقر شده و اعضای شورای قره‌باغ بازداشت شدند. در حالی که قره‌باغ تحت کنترل نظامی ژنرال سافانوف و یک کادر اداری آذری بود، اما اعتراضات مردمی و اعتصابات و درگیری‌های پراکنده همچنان در منطقه ادامه داشت. مسکو برای بازگشت آرامش کوشش‌هایی را از اواخر بهار ۱۹۹۰ میلادی به عمل آورد که آزادی تدریجی پاره‌ای از سران جبهه خلق آذربایجان و گروه‌های مخالف ارمنی از آن جمله بودند. اما به رغم هشدارهای گورباچف، روند اوضاع در هر دو جمهوری به سمتی پیش رفت که نیروهای ملی‌گرا توانستند قدرت را به دست گیرند.
در جمهوری آذربایجان حسن حسنوف (دبیر اول حزب در گنجه و از نیروهای مشهور ملی‌گرا) به نخست‌وزیری رسید و جبهه خلق توانست در انتخابات شورای عالی آذربایجان قدرت قابل توجهی را از آن خود کند. در مقابل در ارمنستان نیز جنبش ملی ارمنیان توانست در انتخابات شورای عالی ارمنستان (۲۰ می ۱۹۹۰ میلادی) اکثریت آرا را به دست آورد و لوون تر-پتروسیان از رهبران اصلی کمیته قره‌باغ و رهبر جنبش ملی ارمنیان به ریاست شورای عالی ارمنستان وازگن مانوکیان از دیگر چهره‌های برجسته کمیته قره‌باغ به نخست‌وزیری ارمنستان رسید.
قدرت یابی جبهه خلق آذربایجان و جنبش ملی ارمنیان به منزله کاهش قابل ملاحظه مسکو بر اوضاع منطقه بود و گام به گام ارمنستان و جمهوری آذربایجان را به سمت جدایی از شوروی و کسب استقلال کامل سیاسی سوق داد. رویدادی که پس از انتخابات شورای عالی رخ داد. آذربایجان در ۳۰ اوت و ارمنستان در ۲۱ سپتامبر ۱۹۹۱ میلادی رسماً اعلام استقلال نمودند.نتیجه فروپاشی اتحاد شوروی و استقلال این دو جمهوری بر تحولات قره‌باغ، افزایش شدید تنش و درگیری و رویارویی مستقیم و گسترده نظامی دو جمهوری در سال‌های ابتدایی دهه ۱۹۹۰ میلادی بود.

## رویدادهای قره‌باغ

### رویدادهای قره‌باغ در سال ۱۹۹۱ میلادی
در ۲ سپتامبر ۱۹۹۱ میلادی منطقه قره‌باغ اعلام استقلال نمود با پیروزی جنبش ملی ارمنیان به رهبری ترپطروسیان در ۲۱ سپتامبر ۱۹۹۱ میلادی و نیز پیروزی جبهه خلق مردمی به رهبری مطلبوف در ۸ سپتامبر همان سال پیامدهای بسیار مهمی را در عرصه تحولات منطقه قره‌باغ به دنبال داشت. نخستین تحول مهم قطع حرکت قطارها به ارمنستان بود که اوضاع را به شدت متشنج نمود. در این شرایط نخستین کوشش میانجی گرایانه بین‌المللی برای کاهش تنش صورت پذیرفت و بوریس یلتسین و نورسلطان نظربایف، رؤسای جمهور وقت روسیه و قزاقستان در مذاکرات خود با ترپطروسیان و مطلبوف کوشش نمودند راه حلی برای پایان بحران بیابند که نتیجه نهایی آن، صدور بیانیه ژلزنوودسک بود. وجود درگیری‌های خونین در اثنای مذاکرات و حتی پس از صدور بیانیه، نشانگر آن بود که امضاء کنندگان بیانیه کنترلی بر طرفین درگیری ندارند و به قبول یک روزنامه‌نگار آذربایجانی، «بیانیه ژلزنوودسک مانند نوری بود که از سوراخ سوزن دیده می‌شد.»
اوضاع منطقه قره‌باغ از ابتدای ماه نوامبر ۱۹۹۱ میلادی رو به وخامت گذاشت. با قطع خطوط تلگراف و تلفن، محاصره قره‌باغ شدیدتر شد. هدف اصلی نیروهای آذری، دست یابی به شهر استپاناکرت بود که از طریق شوشی زیر آتش توپخانه ارمنیان قرار داشت. در این شرایط مطلبوف تحت فشار جبهه خلق برای برگزاری انتخابات جدید بود. سرانجام پس از چند روز اعتصاب و تظاهرات گسترده، در اجلاس فوق‌العاده شورای عالی آذربایجان در ۲۶ نوامبر یک شورای ملی تشکیل شد که ۵۰ عضو داشت. همان روز بسیج عمومی اعلام شد و شورای عالی آذربایجان پس از ۶۹ سال با صدور فرمانی خودمختاری قره‌باغ کوهستانی را لغو کرد. در این شرایط ترپطروسیان و مطلبوف راهی مسکو شدند که از جمله نتایج آن قول مطلبوف بر اعاده خودمختاری بر منطقه قره‌باغ بود.
اعلام این خبر با واکنش و مخالفت شدید گروهای سیاسی داخل آذربایجان مواجه شد و مذاکرات مسکو عملاً شکست خورد و درگیری‌ها به صورت قابل توجهی افزایش یافت.
ارمنیان در جبهه‌های جنگ وضعیت بهتری داشتند. در ۲۸ نوامبر شهر شوشی مورد حمله نیروهای ارمنی قرار گرفت و متعاقب آن درگیری شدیدی میان نیروهای آذربایجانی و ارمنی در منطقه خوجالی درگرفت. در جبهه مارتونی که تحت کنترل نیروهای داشناکسوتیون بود، ارمنیان توانستند روستای خوجاوند را تصرف نمایند و متعاقب آن، نقاط مهم اطراف و نیز ارتفاعات آن شهر به تصرف نیروهای ارمنی درآمد.
در این بین اعلام آمادگی ایران برای میانجی‌گری و سفر علی‌اکبر ولایتی به باکو در ۳ نوامبر ۱۹۹۱ میلادی و سفر رافی هووانیسیان به تهران در ۲۶ نوامبر نیز سودی نبخشید.
در ۱۰ سپتامبر ۱۹۹۱ میلادی یک همه‌پرسی توسط کمیته قره‌باغ و با نظارت ناظرانی از کشورهایی نظیر اوکراین برگزار شد. در این همه‌پرسی که آذربایجانی‌ها ۲۰ درصد از جمعیت منطقه را تشکیل می‌دادند تحریم نمودند، ۹۹/۸۹ درصد رای‌دهندگان به استقلال قره‌باغ رأی مثبت دادند.

### رویدادهای قره‌باغ در سال ۱۹۹۲ میلادی
در ۶ ژانویه ۱۹۹۲ میلادی رهبران ارمنی قره‌باغ با استناد به نتایج همه‌پرسی استقلال قره‌باغ را اعلام کردند. بی‌درنگ مطلبوف طی فرمانی حاکمیت کلیه شهرهای قره‌باغ را با انتصاب یک فرماندار کل در دست گرفت. در مقابل «آرتور مگردچیان» به عنوان رئیس و «اولگ یسائیان» به عنوان معاون پارلمان قره‌باغ در ۸ ژانویه ۱۹۹۲ میلادی انتخاب شدند. در ۲۴ ژانویه نیز پارلمان قره‌باغ، «گئورگی پطروسیان» را به عنوان کفیل ریاست جمهوری قره‌باغ انتخاب کرد.
تحولات قره‌باغ در فوریه ۱۹۹۲ میلادی تحت تأثیر فاجعه خوجالی قرار گرفت، شهر که از سپتامبر ۱۹۹۱ میلادی در محاصره ارمنستان قرار داشت، با تشدید اوضاع و قطع خطوط ارتباطی به ویژه بین شوشی و خوجالی در وضعیت دشواری قرار گرفت. متعاقب تصرف روستاهای اطراف شهر به دست نیروهای ارمنی زمینه حمله نیروهای ارمنی به منطقه خوجالی آغاز شد. در این بین به رغم درخواست‌های مکرر «ائلمان محمدوف» در مرکز فرماندهی نیروهای آذربایجان در قره‌باغ مبنی بر شکستن محاصره خوجالی «فهمین حاجی‌اف» (نماینده شاهین موسایف، رئیس قرارگاه مرکزی وزارت دفاع آذربایجان که برای رسیدن جبهه خلق تلاش می‌کرد) اجرای عملیات نظامی برای خارج کردن خوجالی از محاصره را ممنوع کرد.
در نتیجه این تحولات در ۲۵ فوریه نیروهای ارمنی وارد خوجالی شدند و در ۲۶ فوریه ۱۹۹۲ میلادی شهر خوجالی سقوط کرد. سقوط خوجالی که یکی از پایگاه‌های مهم نظامی آذربایجان بود، یکی از نقاط عطف مناقشه قره‌باغ به‌شمار می‌رود. دولت مطلبوف در آستانه سقوط قرار گرفت و پس از چند روز تظاهرات در ۶ مارس ۱۹۹۲ میلادی استعفاء داد و وظایف رئیس‌جمهور به صورت موقت به یک شورا واگذار شد.
با تشدید اوضاع، دولت ترکیه برای عقب نماندن از روسیه، ارمنستان را تهدید به بستن تنها راه ارتباطی این کشور با دریای سیاه شد. در این بین کوشش‌های میانجی گرایانه بین‌المللی شدت گرفت ولی به دلیل عدم توافق و همراهی یکی از طرفین آذری و ارمنی به نتیجه نرسید. حملات شدید ارمنیان به شوشی و تهاجم گسترده نیروهای آذری به استپاناکرت افزایش یافت و حمله گسترده ارمنیان به مناطق شهرستان فضولی و شهرستان آقدام در ۲۴ آوریل ۱۹۹۲ میلادی آغاز شد. همچنین نخجوان نیز دوباره و به صورتی شدیدتر به صحنه جنگ کشیده شد.
در چنین شرایط بحرانی بود که گفتگوهای سران ایران، آذربایجان و ارمنستان در ۷ می ۱۹۹۲ میلادی در تهران آغاز شد. در این گفتگوها «ماریو رافائلی»، رئیس وقت کنفرانس سازمان امنیت و همکاری اروپا نیز شرکت داشت. مذاکرات به نتیجه رسید و در ۷ می ۱۹۹۲ میلادی، موافقتنامه پایان منازعه در محل دفتر ریاست جمهوری ایران، به امضای یعقوب ممدوف و لوون ترپطروسیان رسید. موافقتنامه تهران به منزله پایانی قطعی برای مناقشات تلقی گردید و طرفین به ویژه طرف آذری از این بابت اظهار رضایت کردند.
اما به دلایل زیر طرح صلح توافقنامه تهران به شکست انجامید: «تصرف شوشی توسط نیروهای ارمنی و نوعی همدلی میان روسیه و جبهه خلق آذربایجان در قبال سرنگونی محمداف و ناراضی بودن روس‌ها از عملکرد محمداف در نزدیکی به ایران و جبهه خلق نیز سیاست‌های محمداف در پرهیز از جنگ تمام عیار و اعتماد به میانجی گری ایران را با اهداف ملی گرایانه و متمایل به ترکیه خود همسو نمود.»
بدین ترتیب تنها سه ساعت و نیم پس از امضای توافقنامه تهران، حمله گسترده ارتش ارمنستان به شهر شوشی آغاز شد و در نخستین ساعات ۹ می ۱۹۹۲ میلادی شهر شوشی سقوط کرد. با تصرف شوشی تقریباً قره‌باغ به تصرف ارمنیان درآمد و طبق یک اقدام هماهنگ نیروهای ارتش ارمنستان به شهرستان لاچین حمله کردند. با این اقدام ارمنستان هدف خود را برای اتصال به قره‌باغ از راه زمینی نشان داد. تصرف شوشی و حمله ارتش ارمنستان به لاچین موقعیت محمداف را در معرض خطر قرار داد و در ۱۴ می ۱۹۹۲ میلادی بر کنار شد و به جای او ایاز مطلبوف به ریاست جمهوری رسید.
اما رویکردهای اقتدارگرایانه مطلبوف در سرکوبی نیروهای مخالف موجب شد به فاصله اندکی در ۱۵ می ۱۹۹۲ میلادی از قدرت برکنار شود. در پی این تحولات جنگ قدرت در باکو بالا گرفت و در نهایت شورای عالی آذربایجان که تحت تسلط جبهه خلق بود کنترل کشور را در دست گرفت و در هنگام جنگ قدرت در باکو ارمنیان در ۱۷ می ۱۹۹۲ میلادی شهر لاچین را به تصرف درآوردند.
در ۱۸ می ۱۹۹۲ میلادی ارمنیان به شهرستان سدرک، نخجوان حمله کردند این اقدام باعث واکنش ایران و ترکیه و اروپا شد تا جایی که تورگوت اوزال خواستار مداخله نظامی شد و در مقابل «مارشال شاپوشینکوف» فرمانده روسی جامعه کشور مستقل المنافع تهدید کرد که اگر ترکیه به نخجوان نیروی نظامی اعزام کند جنگ جهانی سوم رخ خواهد داد.
در این شرایط کوشش‌های دیپلماتیک متعددی به عمل آمد مانند: «۲۰ می ۱۹۹۲ با همت سازمان ملل به سرپرستی فرانچس وندل و ۳ ژوئن با تلاش کنفرانس امنیت و همکاری اروپا در ایتالیا برگزار شد» ولی به علت حمله نیروهای آذربایجانی به مارتاکرت و با ترک ترپطروسیان از کنفرانس صلح این کوشش‌ها به شکست انجامید.
حمله آذربایجان در پی تحولات سیاسی جدیدی بود که در این کشور روی داده بود، در انتخابات ریاست جمهوری در ۷ ژوئن ۱۹۹۲ میلادی ایلچی بیگ به قدرت رسید و هر گونه خودمختاری برای جمعیت ارمنی قره‌باغ را رد کرد. در ۶ ژوئن ارتش جمهوری آذربایجان موفق شده بود روستاهای اطراف آسکران را تصرف نماید و کل منطقه شاهومیان را تحت کنترل خود بگیرد.
با وخامت اوضاع موقعیت تر-پطروسیان متزلزل گشت و احزاب مخالف با برگزاری راهپیمایی اعتراضی خواستار استعفای او شدند. در عرصه دیپلماتیک نیز کوشش‌های متعددی صورت گرفت مانند: (ملاقات تر-پطروسیان با فرانسوا میتران در پاریس، نشست سه جانبه ترپطروسیان، ایلچی بیگ و سلیمان دمیرل در استانبول، دیدارهای دو معاون وزیر خارجه در اجلاس گروه مینسک در ۷ ژوئیه و در ۱۰ ژوئیه در هلسینکی)، ولی هیچ‌یک به نتیجه مشخص و قابل توجهی دست نیافت.
در ماه ژوئیه خط لوله گاز تفلیس به ایروان در گرجستان منفجر شد. ارتش ارمنستان توانست با تجدید قوا و با تدارکی وسیع توانست مناطق مارتاکرت را در اول اوت ۱۹۹۲ میلادی در دست گیرد. با گسترش جنگ با دستور ایلچی بیگ سربازان آماده به خدمت یا ترخیص شده دو سال قبل به ارتش فراخوانده شدند و در مقابل پارلمان قره‌باغ کلیه افراد ذکور از سن ۱۸ تا ۴۵ را به خدمت فراخواند.
درگیری‌های شدیدی بین ۱۲ سپتامبر تا ۱۸ سپتامبر صورت گرفت که نیروهای آذری منطقه ارمنی‌نشین آرتسواشن را تصرف کردند و نیروهای ارمنی مناطق شرقی مارتونی را به کنترل خود درآوردند.
در نخستین اجلاس سران ملت‌های تُرک در ۳۰ اکتبر ۱۹۹۲ میلادی در آنکارا با شرکت رهبران کشورهای ترکیه، جمهوری آذربایجان، قزاقستان، قرقیزستان، ازبکستان و ترکمنستان تشکیل شد. حضور ایلچی بیگ در این اجلاس موجب رنجش روسیه و ایران شد و یلتسین در ۱۷ نوامبر ۱۹۹۲ میلادی رسماً به آذربایجان در مورد تبلیغات پانترکی در منطقه هشدار داد. در مقابل ایلچی بیگ که از شکل‌گیری محور مسکو-ایروان-تهران به شدت نگران بود، ضمن نزدیکی هر چه بیشتر به ترکیه، فشار شدیدی به دولت گرجستان وارد نمود تا تنها خط ارتباطی ارمنستان با روسیه را قطع نماید.

### رویدادهای قره‌باغ در سال ۱۹۹۳ میلادی
آغاز سال ۱۹۹۳ میلادی با حمله گسترده ارتش ارمنستان آغاز شد، تقویت نیروی هوایی قره‌باغ توسط لابی (جماعت ارمنیان پراکنده) ارمنیان آمریکا و فرانسه و دریافت چند فروند میراژ و فانتوم موفق شدند روستاهای اطراف مارتاکرت را از نیروهای آذری باز پس بگیرند در این شرایط ایلچی بیگ، دو مقام ارشد دفاعی یعنی «رحیم قاضی اف» وزیر دفاع و «صورت حسین اف» فرمانده نیروهای آذربایجان در قره‌باغ را بر کنار کند. در این بین پیشروی نیروهای ارمنی ادامه یافت و طی پنج روز روستاهای اطراف شهرستان کلبجر به تصرف درآوردند و در ۳ آوریل ۱۹۹۳ آن شهر سقوط کرد.
این تحولات موجب شد تا ارتش ترکیه به حالت آماده باش درآید و تورگوت اوزال با اعزام ارتش چهاردهم به مرز ارمنستان راه ارتباطی خود را با ارمنستان بست. اوزال اظهار داشت که: «دخالت در جنگ قره‌باغ می‌تواند نمونه‌ای از جسارت ما باشد، باید از مداخله ارمنستان ترسید و ترکیه باید آماده باشد.»
در ۱۳ آوریل تورگوت اوزال با تبلیغات رسانه‌ای فراوان راهی باکو شد اما در پایان سفر خود اظهار داشت: «ترکیه نمی‌تواند به نام ملت آذربایجان وارد جنگ شود. اگر آذربایجان درصدد مطرح شدن به عنوان یک کشور بزرگ است، باید خود وظیفه کشورش را بر عهده گیرد.»
در این شرایط منجر به صدور قطعنامه ۸۲۲ شد و طرح صلح سه جانبه‌ای از طرف آمریکا، ترکیه و روسیه مطرح شد و از اول ژوئن نیز آتش‌بس ۶۰ روزه برای ایجاد زمینه برای اجرای قطعنامه ۸۲۲ شورای امنیت و تسهیل در امضاء طرح برقرار شد ولی این طرح به دلایل مخالفت شدید احزاب مخالف در ارمنستان و فرار ایلچی بیگ از آذربایجان و به قدرت رسیدن حیدر علی‌اف در عمل شکست خورد.
حمله نیروهای ارمنی تشدید شد که مهم‌ترین نتیجه آن تصرف شهرستان آقدام در ۲۷ ژوئن ۱۹۹۳ میلادی بود آن شهر مرکز فرماندهی نیروهای آذربایجانی بود و از آنجا شهر استپاناکرت را مورد گلوله‌باران قرار می‌دادند. در ۲۲ ژوئیه نیروهای ارمنی با محاصره شهرستان فضولی (واراندا) ارتباط جاده‌ای میان فضولی و شهرستان جبراییل را قطع کردند. در ۲۹ ژوئیه ۱۹۹۳ میلادی شورای امنیت سازمان ملل علی‌رغم صدور قعطنامه ۸۵۳ و برگزاری دور چهارم مذاکرات صلح قره‌باغ در رم درگیری‌ها ادامه یافت و در ۱۳ اوت ۱۹۹۳ میلادی، نیروهای ارمنی با انجام یک عملیات گسترده به سوی شهرستان بردع پیشروی کردند. در جنوب قره‌باغ نیز حملات نیروهای ارمنی موجب شد شهر مهم فضولی در ۱۷ اوت و متعاقب آن شهر جبراییل در ۱۹ اوت به تصرف ارتش ارمنستان درآید.
سرژ سارگسیان در ۲۱ اوت به وزارت دفاع ارمنستان منصوب شد و نیروهای ارمنی قصد داشتند بر جاده شهرستان قبادلی (کاشونیک) به شهرستان زنگلان (کُوساکان) مسلط شوند که با واکنش ایران مواجه شد و این اقدام موجب شد تا اندکی از شدت عملیات جنگی ارمنیان کاسته شود. ایران پیشنهاد نمود که یک نوار امنیتی در جمهوری آذربایجان به عمق ۲۰ کیلومتر برای ایجاد اردوگاه تأسیس شود که با مخالفت شدید ترکیه و آمریکا مواجه شد.
در چنین شرایطی حیدرعلی اف، ژنرال سابق شوروی به نام «محمد رفیع محمداف» به سمت وزیر دفاع و کمونیست قدیمی «حسن حسن‌اف» به وزارت خارجه،انتصاب کرد و با رأی مثبت پارلمان مذاکره مستقیم با ارمنیان قره‌باغ و ملاقات علی اف با یلتسین در مسکو و عضویت رسمی آذربایجان در جامعه کشورهای مستقل همسود از اقدامات مهم او بود.
مذاکرات سانفرانسیسکو و اجلاس غیررسمی گروه مینسک در اوایل اکتبر ۱۹۹۳ میلادی آغاز شد، هر چند طرح صلح گروه مینسک مورد پذیرش ارمنستان و قره‌باغ قرار گرفت، اما آذربایجان با هشت بند این طرح مخالفت نمود. به این منظور شورای امنیت سازمان ملل متحد، قطعنامه ۸۷۴ را به تصویب رساند. در واکنش به قطعنامه، حیدر علی اف محاصره اقتصادی و بازکردن خطوط ارمنستان را بدون حل قطعی مسئله قره‌باغ و عقب‌نشینی ارمنستان از این منطقه یک اشتباه بزرگ دانست و قطعنامه شورای امنیت را ناعادلانه خواند. در مقابل مقامات قره‌باغ قطعنامه ۸۷۴ را به دلیل درج کلمه «قره‌باغ کوهستانی آذربایجان» غیرقابل قبول خواندند.
با شکست تلاش‌های بین‌المللی و عدم دستیابی به راه حلی صلح‌آمیز روند درگیری‌ها ادامه یافت و نیروهای ارمنی مناطق جنوبی قره‌باغ (۷۰ کیلومتر از مناطق هم‌مرز با ایران) را تصرف کردند و شهر مهم زنگلان نیز در ۱۷ اکتبر ۱۹۹۳ میلادی به تصرف نیروهای ارمنی درآمد.
حیدرعلی اف دستور تشکیل شورای دفاع را صادر کرد و کوشش نمود از تبلیغات مذهبی در جهت تبدیل جنگ قره‌باغ به رویارویی مسلمانان با مسیحیان استفاده نماید. در این شرایط شورای امنیت سازمان ملل در ۱۱ نوامبر ۱۹۹۳ میلادی چهارمین قطعنامه خود را دربارهٔ بحران قره‌باغ با عنوان قطعنامه ۸۸۴ صادر کرد.
حمله بزرگ نیروهای آذربایجان در ۲۸ دسامبر ۱۹۹۳ میلادی آغاز شد که طی آن، نیروهای ارمنی از بلندی‌های استراتژیک شهر آقدام عقب‌نشینی کردند.

### رویدادهای قره‌باغ در سال ۱۹۹۴ میلادی و انعقاد آتش‌بس
نخستین روزهای سال ۱۹۹۴ میلادی با تنش و درگیری بسیار شدیدی در صحنه جنگ قره‌باغ همراه بود. در ۲ ژانویه حمله نیروهای ارمنی در شهرستان کلبجر (کارواجار) به شکست انجامید و حمله وسیع نیروهای ارمنی به شهرستان ترتر در ۲۲ ژانویه به شکست انجامید و ارمنیان وادار به عقب‌نشینی شدند. در ۲۴ ژانویه نیز منطقه کلبجر از کنترل نیروهای ارمنی خارج شد و آذربایجانی‌ها منطقه مارتاکرت را به محاصره خود درآوردند. در این شرایط روسیه طرح صلحی را مطرح نمود که علی‌رغم موافقت ارمنستان و قره‌باغ با این طرح، دولت آذربایجان با آن مخالفت نمود. در ۱۸ فوریه با میانجی‌گری پاول گراچف وزیر دفاع روسیه مقامات قره‌باغ و وزرای دفاع ارمنستان و آذربایجان به یک رشته توافقات اصولی دست یافتند. اما آتش‌بسی که قرار بود به این توافقات از اول مارس ۱۹۹۴ میلادی آغاز شود، با بروز اختلاف میان طرفین از جمله تأکید علی اف بر خروج کامل نیروهای ارمنی موجب شد نیروهای ارتش آذربایجان حمله گسترده‌ای را در منطقه فضولی در ۳ مارس آغاز کنند.
در این بین تحولاتی چون حمله شدید نیروهای ارمنی به آقدام در ۱۰ آوریل و تغییر اوضاع به سمت ارمنی‌ها موجب شد تا لحن مقامات آذری نسبت به روسیه تغییر پیدا کند. علی اف در ۲۵ آوریل راهی مسکو شد و متعاقب آن هیئتی به رهبری رسول قلی اف، رئیس پارلمان آذربایجان به مسکو سفر نمود که مأموریت اصلی آن (مذاکره در مورد مناقشه نظامی و تدابیر برای پایان دادن به آن) اعلام شد. سفر هیئت آذربایجانی موجب صدور سند توافقنامه مسکو شد. هر چند مفاد این سند به اجرا درنیامد اما زمینه مناسب و لازم را برای نزدیک تر شدن دیدگاه‌های آذربایجان و ارمنستان فراهم نمود که نقش مهمی در روند مذاکرات صلح قره‌باغ در بیشکک در ۴ می ۱۹۹۴ میلادی ایفا نمود.
در مذاکرات بیشکک روس‌ها خواستار رعایت سه اصل بودند: «برقراری آتش‌بس، قبول نمایندگان قره‌باغ به عنوان یک طرف اصلی مذاکرات صلح و استقرار ۱۸۰۰ نفر از نیروهای جامعه مشترک‌المنافع در خط حائل آتش‌بس و عقب‌نشینی نیروهای نظامی از هر دو طرف و گشوده شدن راه‌های انرژی و حمل ونقل»
ولی هیئت آذربایجانی از پذیرش آن سرباز زد و در حالی که طرح در آستانه شکست قرار داشت تغییرات مختصری در اعلامیه نهایی مذاکرات داده شد. بدین نحو که به پایان دادن تصرف مناطق جمهوری آذربایجان تأکید شد و همچنین استقرار نیروهای ناظر بین‌المللی در کنار نیروهای جامعه کشورهای مستقل مشترک‌المنافع در خط حائل پیش‌بینی گردید. سرانجام رسول قلی اف توافقنامه بیشکک را در ۸ می ۱۹۹۴ میلادی امضاء نمود.

### رویدادهای قره‌باغ پس از اعلام آتش‌بس
اگر چه آتش‌بس به‌طور محدود مورد خدشه قرار گرفت اما طرفین با تلاش فراوان آن را حفظ کردند و بدین ترتیب بدون دست یابی به راه حل قطعی، وضعیت نه جنگ و نه صلح میان جمهوری آذربایجان و ارمنستان در منطقه قره‌باغ حاکم می‌باشد.

## رویدادها

### کشتار سومقاییت

تصویری از یک نوار فیلمبرداری که به آتش کشیدن خودروها و شورش جمعیت زیادی در خیابان را در سومقاییت به نمایش می‌کشد.

کشتار سومقاییت فاجعه‌ای بود که توسط شورشیان آذربایجانی ضد ارمنی‌های جمهوری آذربایجان ساکن شهر ساحلی سومقاییت در خلال فوریه ۱۹۸۸ میلادی به وقوع پیوست. برطبق آمار بیش از ۵۳ نفر ارمنی در این حوادث کشته شدند برخی نیز تعداد کشته‌ها را ده‌ها و حتی صدها نفر عنوان می‌کنند.
این حادثه در روز ۲۷ فوریه ۱۹۸۸ میلادی (زمانی که هنوز هیچ درگیری نظامی در منطقه قره‌باغ شروع نشده بود) گروه‌های عناصر افراطی جمهوری آذربایجان (در برابر بی‌تفاوتی نیروهای انتظامی آن جمهوری) شروع به قتل‌عام ارمنیان شهر سومقاییت در نزدیکی باکو نمودند.
در روز ۲۸ فوریه ۱۹۸۸ گروهی از نیروهای انتظامی شوروی وارد شهر سومقاییت شدند تا به این جنایات افراطی‌های آذربایجانی پایان دهند اما با مقاومت آشوبگران، موفق به این امر نشدند. در نهایت دولت مرکزی شوروی ناگزیر به ارسال نیروهای نظامی بیشتر و اعلام حالت حکومت نظامی برای
خاتمه دادن به این قتل‌عام شد.
تاکنون پارلمان اروپا در سال ۱۹۸۸ میلادی، مجلس سنای آمریکا در سال ۱۹۸۹ و مجلس آرژانتین قطعنامه‌هایی در محکومیت قتل‌عام ارمنی‌ها توسط پان ترکیست‌های جمهوری آذربایجان در شهر سومقاییت به تصویب رسانده‌اند.

### قتل‌عام گنجه
قتل‌عام گنجه یا قتل‌عام کیروف‌آباد کشتاری بود که در نوامبر ۱۹۸۸ میلادی توسط نیروهای آذربایجانی علیه مردم ارمنی‌تبار شهر گنجه صورت گرفت. علی‌رغم تلاش سربازان روسی برای جلوگیری از وقوع این قتل‌عام بیش از ۱۳۰ نفر از ساکنان ارمنی این شهر کشته و بیش از ۲۰۰ نفر نیز مجروح شدند.

### قتل‌عام باکو
این قتل‌عام به مدت هفت روز ادامه داشت، از تاریخ ۱۳–۱۹ ژانویه ۱۹۹۰، بیش از چهارصد شهروند ارمنی، از جمله زن و کودک و سالمند، به فجیع‌ترین شکلی شکنجه شده و به قتل رسیدند. در این جنایت بسیاری از منازل ارمنیان این شهر مورد غارت قرار گرفته و به آتش کشیده شدند.
بنا بر اعلام سازمان دیده‌بان حقوق بشر، این قتل‌عام یک اقدام از قبل طراحی شده بود چرا که مهاجمان پان ترکیست فهرست اسامی و نشانی منازل ارمنیان شهر را در اختیار داشتند.
در پی این کشتار، کمیته فرانسوی سازمان حقوق بشر هلسینکی با انتشار نامه سرگشاده، با اشاره به سلسله کشتارهایی که با رویه‌ای مشابه در باکو و سایر نقاط جمهوری آذربایجان علیه ارمنیان رخ داد، اعلام نمود که این جنایات اتفاقی نبوده‌اند بلکه به صورتی حساب شده و سازمان یافته و به منظور پاکسازی قومی و نسل‌کشی ارمنیان در این جمهوری به اجرا درآمده‌اند.
حزب (جبهه خلق آذربایجان) در روز ۱۳ ژانویه ۱۹۹۰ گروه عظیمی از تظاهرات کنندگان که در میدان (لنین) باکو جمع شده بودند، با فرارسیدن شب، با شعارهای، باکو بدون ارمنی‌ها و درود بر قهرمانان کشتار سومقاییت شروع به حمله به منازل ارمنی‌های باکو نمودند.
اعتبار محمد اف، از اعضاء (جبهه خلق)، در یک سخنرانی در روز ۲۴ آوریل ۱۹۹۰ در محل نمایندگی جمهوری آذربایجان در مسکو اظهار داشت:
«من شخصاً شاهد چگونگی قتل دو ارمنی بودم. مهاجمان روی آن‌ها بنزین ریختند و آن‌ها را به آتش کشیدند».
(کمیته رفع تبعیض علیه زنان)، وابسته به سازمان ملل متحد، در گزارش خود در سال ۱۹۹۷ اشاره نمود که در جریان قتل‌عام ارمنی‌های باکو، موارد متعددی از قتل و شکنجه و تجاوز علیه زنان حامله و کودکان ارمنی در برابر چشمان والدین آن‌ها از سوی جنایتکاران پان ترکیست جمهوری آذربایجان رخ دادند.
همچنین در این گزارش اشاره شده بود که این عناصر افراطی اقدام به داغ نمودن نشان صلیب بر روی بدن قربانیان ارمنی خود می‌نمودند.

### کشتار ماراقا
کشتار ماراقا واقعه‌ای بود، که منجر به کشتار مردم ارمنی تبار روستای ماراقا توسط سربازان جمهوری آذربایجان شد روستای ماراقا یکی از بزرگ‌ترین روستاهای قره‌باغ بود. این کشتار در آوریل ۱۹۹۲ میلادی و در طول جنگ قره‌باغ اتفاق افتاد. در این واقعه دست کم ۴۰ نفر ارمنی کشته و بیش از ۴۳ نفر نیز ربوده شدند.

### کشتار خوجالی
- کشتار خوجالی در منابع مستقل

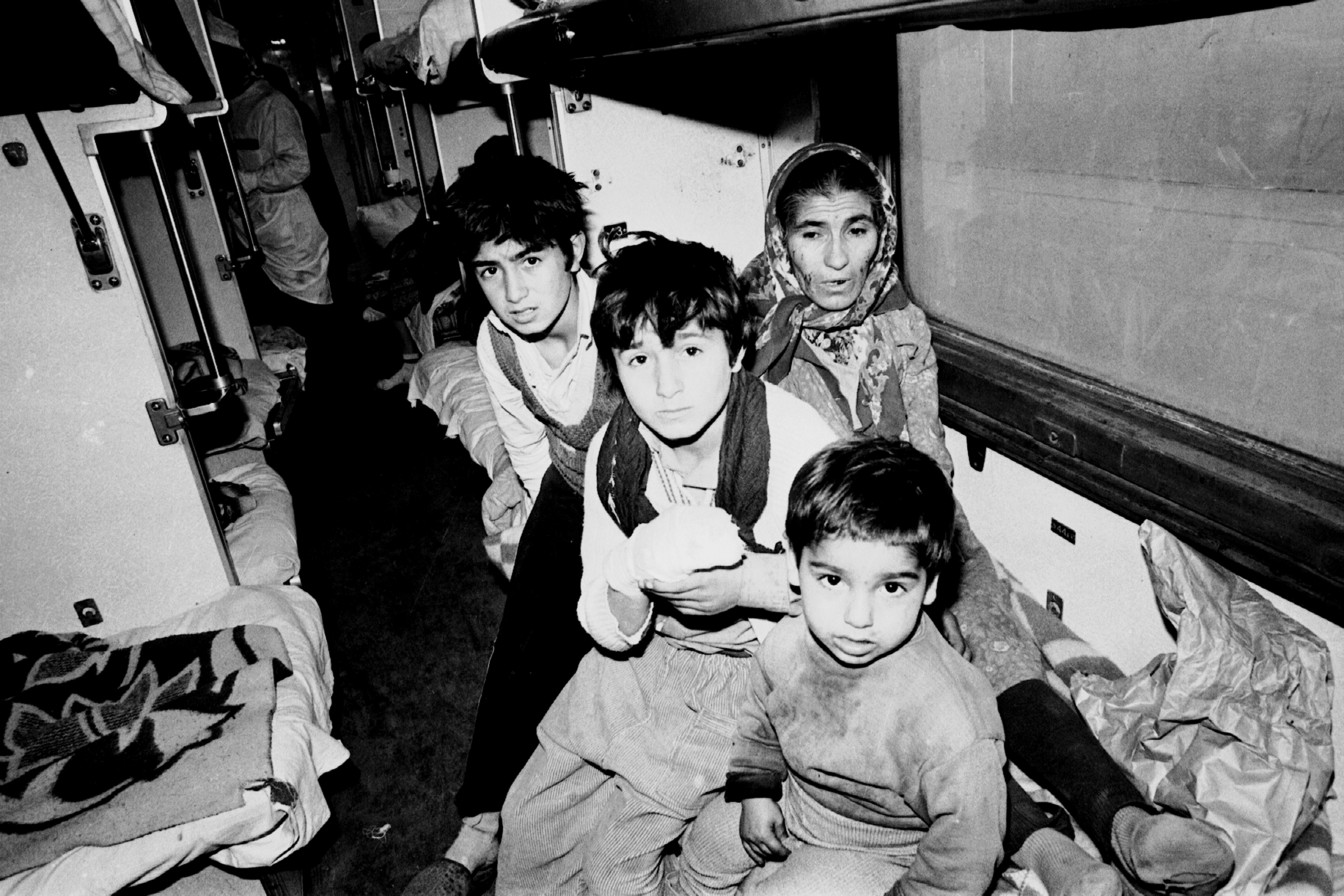
آوارگان اهالی خوجالی

نگرانی دولت‌های خارجی از دستیابی جمهوری آذربایجان به تسلیحات و مهمات باقی‌مانده شوروی در قلمرو آن کشور بود. رافی هووانیسیان، در مسکو و در حضور آندری کوزیرف، حسین آقا صدیق اف، همتای آذربایجانی خود، را به قبول استقرار نیروهای کلاه آبی سازمان ملل یا نیروهای صلح مشترک کشورهای تازه استقلال یافته ترغیب می‌کرد.
در ۲۵ فوریه ۱۹۹۲م، لوون تر-پتروسیان، بار دیگر خواستار دخالت رهبران چهارده کشور جهان برای جلوگیری از تشدید جنگ از سوی جمهوری آذربایجان و خصوصاً اقدامات بازدارنده روسیه در دستیابی آذربایجان به تسلیحات به جای مانده از روزهای حکومت شوروی در آن کشور شد. اعتقاد راسخ بر آن بود که ارمنستان هیچ گونه ادعای مرزی ندارد و حل مناقشه آرتساخ فقط در بطن مذاکرات مستقیم دولت آذربایجان و کادر رهبری قره‌باغ ممکن است.
دخالت، میانجیگری و وساطت سازمان‌ها و دولت‌های دیگر مانع ادامه و تشدید خون‌ریزی نشد چرا که شاید فاجعه جنگ همیشه هم‌زمان با مذاکرات صلح به اوج خود می‌رسد. رخدادهای خوجالو نیز از این قاعده مستثنا نبود.
خوجالو مسلماً شاهد اسف بارترین رخدادهای مناقشه قره‌باغ بوده است. درطی هیچ‌یک از عملیات جنگی این تعداد از افراد بی دفاع، خصوصاً زنان و کودکان، کشته نشده بودند. شمار کشته شدگان تا به امروز نیز به درستی اعلام نشده است.
دولت جمهوری آذربایجان از ۱۹۸۸م ترک‌های مسختی اخراج شده از ازبکستان را در خوجالو اسکان داده بود.
نیروهای جمهوری آذربایجان مستقر در خوجالی توسط ب‌ام-۲۱ گراد و راکت اندازها شهر استپاناکرت را مورد هدف قرار می‌داد. در استپاناکرت بیش از ده‌ها نفر از ساکنان شهر جان خود را از دست دادند و زخمی شدند. ۴۵۰۰ بمب، ازجمله سه هزار موشک گراد، در طول فقط چند ماه بیش از ۸۰ در صد شهر استپاناکرت را ویران کرده بود. تعداد تلفات ۱۱۱ نفر و زخمی‌ها ۳۳۲ نفر از بین ساکنان شهر گزارش شد.
روبرت کوچاریان، بر این اعتقاد بود که دو طرف درگیری معمولاً عملیات خود را از مناطق مسکونی دور نگه می‌دارند ولی ارتش آذربایجان خوجالو را مرکز عملیات تهاجمی خود قرارداده بود و از چهار ایستگاه موشکی گراد مستقر در این شهر اقدام به بمباران مداوم شهر استپاناکرت می‌کرد.
شلیک موشک‌ها از مرکز مسکونی شهر خوجالو، بنابر قانون جنگ، خود شهر خوجالو را به هدف اصلی آتش دشمن تبدیل کرد و طبیعتاً منجر به قتل ساکنان بی گناه شهر شد.
سامول بابایان، از فرماندهان قره‌باغ، تعبیر دیگری از رخدادها داشت. او می‌گوید که:
«بستر رود کارکار به منزله دالان امن خروج ساکنان غیرنظامی از خوجالو به طرف شهرستان آقدام، از سوی رزمندگان ارمنی مشخص شده بود و از آن محافظت می‌شد. آنچه که انتظارش نمی‌رفت اتفاق افتاد. ساکنان بی دفاع خوجالو، که از میان سنگرهای ما درطول دالان امن خروج به سمت شهر آقدام در حرکت بودند، از رو به رو با آتش سربازان جبهه ملی آذربایجان، که از طرف شهر آقدام به طرف ما گشوده شده بود، مواجه شدند.»
در ادامه می‌نویسد: «شرایط برای جلوگیری از خروج شش هزار تن از ساکنان بی دفاع و کشتار دسته جمعی آن‌ها برای ما فراهم بود ولی فرماندهی ما به عمد عملیات را برای چند روز به تعویق انداخت و دالان فرار را برای ساکنان غیر مسلح خوجالو فراهم کرد.»
طبق اطلاعاتی که (ویلسون گور)، مورخ کانادایی ارائه می‌دهد، نیروهای آذری مستقر در آقدام نیز اشتباهاً بر روی این بخت برگشته‌ها آتش گشودند. باید توجه داشت که این عملیات در منطقه وسیعی در هنگام شب صورت می‌گرفته و تشخیص افراد مسلح از غیرمسلح اساساً غیرممکن و امکان اشتباه از سوی هر دو طرف زیاد بود.
چنگیز مصطفی‌اف می‌نویسد: «بسیار امکان داشته که واحدهای مسلح آذری مستقر در آقدام کوچ کنندگان را در تاریکی شب با مهاجمان ارمنی اشتباه گرفته و به روی آن‌ها آتش گشوده‌اند. سپس، برای پنهان کردن آثار اشتباه مرگبار خود، جسدها را تا حد غیرقابل شناسایی مثله و صبح روز بعد با بوق و کرنا ارمنیان را مسئول این جنایت معرفی کرده‌اند.»
واقعیت اینست که قربانیان خوجالی در منطقه‌ای که تحت کنترل نیروهای آذری و ۱۱ کیلومتر دور از دسترس نیروهای دفاعی قره‌باغ بود به خاک افتادند. وقوع این فاجعه در زمانی بود که جنگ قدرت بین دولت وقت آذربایجان به رهبری ایاز مطلب‌اف و ابوالفضل ایلچی‌بیگ به اوج خود رسیده و طرفین از هیچ چیز برای ضربه زدن به یکدیگر رویگردان نبودند. اوضاع وقت خوجالی موقعیت ایده‌آلی را برای طرفداران ایلچی بیگ فراهم آورد.
واحدهای ارتش آذربایجان برخوردی سبعانه با افرادی که به سمت آقدام در حرکت بودند داشتند. چه طراحی شده و چه ناخواسته واحدهای رزمی آذربایجان باعث این تراژدی شدند.
ایرادی که پاره‌ای از سازمان‌های دیدبان حقوق بشر به نیروهای ارمنی می‌گیرند این است که ولو اینکه نیروهای آذری مردمشان را آگاهانه دم گلوله توپ گذاشته بودند و ولو اینکه تشخیص افراد مسلح از غیر مسلح در آن هرج و مرج آسان نبوده، ارمنیان کلاً نمی‌بایستی روی آذری‌ها آتش می‌گشودند، چون به هرحال امکان داشت که افراد بی گناه در این میان قربانی شوند.
سلیمان عباس اف، از ساکنان خوجالو، شکایت می‌کرد که:
«چند روز مانده به جنگ خوجالو، بلندگوهای ارتش ارمنیان خبر حمله نهایی برای اشغال خوجالو و اختصاص دالان فرار برای ساکنان غیرنظامی دهکده را پخش می‌کردند و درحالی‌که بالگردهای ارتش ما بارها بر فراز خوجالو در پرواز و ناظر بر اوضاع بودند، کسی را نگران سرنوشت خود نمی‌دیدیم. درآن شرایط نه فقط قدمی برای نجات ما برداشته نشد، هیچ کمکی دریافت نکردیم و بدتر از همه، هنگامی که امکان خروج زنان، اطفال و افراد سالخورده از مسیر دالان فرار وجود داشت، ما را به ماندن ترغیب می‌کردند.»
تحریک افکار عمومی آذربایجان و اصرار در ایجاد نفرت و نژادپرستی نمی‌تواند حقایق گزارش شده از سوی خبرنگاران آزاد آذربایجانی و ناظران بین‌المللی را پنهان نماید.
عین‌الله فتح‌الله اف، خبرنگار آذربایجانی، در بهار ۲۰۰۵م از خوجالو بازدید و با بازماندگان جنگ مصاحبه کرد. او پس از بازگشت به باکو مقاله‌ای از قول پناهندگان نفتالان با این مضمون نوشت:
«آنها چند روز مانده به نبرد خوجالو با بلندگوهایشان از ساکنان غیر مسلح شهر می‌خواستند که شهر را از طریق دالان امن رودخانه کارکار ترک کنند. اگر ساکنان شهر از طریق دالان امن شهر را ترک می‌کردند ارتش آزادی‌بخش ارمنیان قره‌باغ بر روی آن‌ها آتش نمی‌گشود ولی نمی‌دانیم چرا برخی از سربازان جبهه نخست آذربایجان آن‌ها را به سمت ناخیجوانیک، که در اشغال ارتش ارمنیان بود، حرکت می‌دادند. تنها راه امن خروج از مهلکه از میان نیروهای ارمنی، بدون درگیری، تضمین شده بود ولی گویا سربازان جبهه ملی آذربایجان دریای خون هم وطنان را برای مرگ سیاسی رئیس‌جمهور مطلب اف فراهم می‌ساختند.»
طبق گزارش‌ها، اکثر ساکنان شهر نیز از طریق این معبر شهر را ترک کردند.
حدود۸۰۰ – ۷۰۰ نفر از ساکنان شهر، از جمله ۳۰۰ ترک‌های مسختی که قادر به ترک شهر نشده بودند توسط نیروهای دفاعی قره‌باغ به استپاناکرت منتقل و موقتاً درآنجا اسکان داده شدند.
چند روز بعد، آوارگان آذری بدون هیچ گونه قید و شرطی از طریق کمیته بین‌المللی صلیب سرخ به مقامات آذربایجان تحویل گردیدند. رویداد مزبور را سازمان حقوق بشر مستقر در مسکو به نام انجمن یادبود گزارش نموده است.
(دانا مازالووا) می‌گوید: «بسیاری از اجساد فراریان خوجالو، در نزدیکی شهر آقدام که در اختیار ارتش آذربایجان دیده شده بود. از فاصله کم به زانوی آن‌ها شلیک شده و گویا کسانی می‌خواسته‌اند از فرار آن‌ها جلوگیری کنند. همکاران من در ۲۹ فوریه از این اجساد فیلم‌برداری کرده‌اند. سه روز بعد وقتی در ۲ مارس دوباره از آن اجساد فیلم‌برداری می‌کردیم لباس اجساد را کنده، بدنها را تکه‌تکه کرده و حتی پوست سر آن‌ها را نیز کنده بودند! و همه اینها در مناطق تحت اشغال نیروهای آذربایجان اتفاق افتاده بود.»
ایاز مطلب‌اف می‌گوید: «همه اینها از پیش برای برکناری من از قدرت طراحی شده بود. با شناختی که از ارمنیان دارم بعید می‌دانم که آن‌ها این چنین آشکارا آثار جنایت خود را در اختیار ما قرار داده باشند. اگر اعلام کنم که همه تقصیرها بر گردن مخالفان دولت من است، مرا متهم به افتراء بستن خواهند کرد ولی از حقایق نمی‌توان گذشت. مسلم است که ارتش ارمنیان قره‌باغ دالان امنی را برای خروج ساکنان بی دفاع به وجود آورده بودند و دلیلی برای شلیک به سوی آن‌ها نداشتند. به محض محاصره خوجالو از سوی تانک‌های ارمنی، می‌بایست اقدام به خروج ساکنان بی دفاع از شهر می‌شد.»
ادعا شده که نیروهای روسی (هنگ موتوریزه ۳۶۶ شوروی سابق) نیز درگرفتن شهر خوجالی شرکت داشته‌اند.
هنگ موتوریزه یاد شده در نزدیکی استپاناکرت، پایتخت قره‌باغ مستقر و خود آماج آتشبارهای ارتش آذربایجان قرارداشت و تلفاتی هم متحمل شده بود. بعد از این تلفات، از مرکز فرماندهی روسی به هنگ دستور داده می‌شود که پاسخ آتش توپخانه آذری را بدون خروج از پایگاه خودشان بدهند. جدال آتشبارهای دو طرف (طرف آذری و روسی) چند روز قبل از سقوط شهر را ساکنان فراری خوجالی گزارش داده‌اند.
به نظر می‌آید که دلیل نشر این اطلاعات غیرواقع این باشد که اول: مدافعان شکست خورده خوجالی عملکرد، و در واقع بی عملی خود را نزد هموطنانشان بتوانند توجیه کنند و دوم: این اولین بار بود که آنان می‌دیدند نیروهای دفاعی قره‌باغ از ادوات و خودروهای زرهی استفاده می‌کنند.
- کشتار خوجالی در منابع دیگر

پرویز زارع شاهمرسی، در کتاب قره‌باغ نامه می‌نویسد:
«شهر خوجالی از ماه سپتامبر ۱۹۹۱ در محاصره ارمنیان قرار داشت و مایحتاج عمومی مردم توسط هلیکوپتر به شهر رسانده می‌شد. با آغاز سال ۱۹۹۲ حملات ارمنیان به شهر افزایش یافت. در جاده آسفالتی که از اراضی آسکران می‌گذشت، خندق‌های بزرگ کنده و برخی اراضی را مین‌گذاری کرده بودند. راه شوشی – خوجالی نیز به همین نحو مسدود شده بود. سیم‌های ارتباطی برق قطع و آب و گاز مصرفی مردم متناوباً مختل می‌شد. در ۱۱ فوریه پس از یک هفته زد و خورد، روستای «مالی بیگلی» (که از لحاظ اشراف بر راه استپاناکرت اهمیت اساسی داشت) به دست نیروهای ارمنی افتاد. با رسیدن این خبر به خوجالی، زنان و کودکان شهر رو به کوه‌ها نهاده و به طرف روستای «گلابلی» در آقدام گریختند. ارمنیان نیز راه را بر آنان بسته و آن‌ها را به گلوله بستند. تعدادی از آوارگان که نجات یافته بودند، بعد از نیمه شب به گلابلی رسیدند.»
«در همین زمان حملات نیروهای ارمنی به خوجالی آغاز شد. شهر در معرض سقوط قرار داشت. مقامات محلی به ویژه ائلمان محمدوف رئیس شورای اجرایی خوجالی، تلاش‌های گسترده‌ای را برای شکستن محاصره خوجالی انجام دادند ولی این تلاشها به دلیل عدم همکاری مسئولان دولتی و همچنین کارشکنی اعضای جبهه خلق، به شکست انجامید. جبهه خلق آذربایجان که برای رسیدن به قدرت و سرنگونی مطلبوف تلاش می‌کرد، با اقدامات عمدی خود موجبات سقوط خوجالی را فراهم کردند آخرین هلیکوپتر آذری روز ۱۳ فوریه وارد خوجالی شد. طی روزهای بعد ائلمان محمدوف طی تماس‌های تلفنی مکرر با آقدام و باکو، درخواست کمک کرد. روز ۱۷ فوریه برای بررسی وضعیت نظامی منطقه، جلسه‌ای در شهر آقدام، مرکز فرماندهی نیروهای آذربایجان در قره‌باغ تشکیل شد. در این جلسه به رغم درخواست‌های مکرر ائلمان محمدوف مبنی بر لزوم شکستن محاصره خوجالی، فهمین حاجی‌اف (نماینده شاهین موسایف رئیس قرارگاه مرکزی وزارت دفاع آذربایجان که برای به قدرت رسیدن جبهه خلق تلاش می‌کرد) اجرای عملیات نظامی برای خارج کردن خوجالی از محاصره را ممنوع کرد. همان شب خوجالی مورد اصابت موش کهای ارمنی قرار گرفت.»
«ساعت ۳۰ و ۲۰ دقیقه روز ۲۵ فوریه تانک‌های ارمنی در اطراف خوجالی دیده شدند. از شب هنگام نیروهای ارمنی که از یاری نیروهای هنگ مکانیزه ۳۶۶ روسی بهره می‌بردند، سرانجام در روز ۲۶ فوریه ۱۹۹۲ سقوط کرد. گروهی از مردم شهر موفق شدند از محاصره ارمنیان درآمده و از راه کوهستان (تنگه آسکران) به طرف روستای «شللی» در آقدام بگریزند. راه آنان از نزدیکی روستای ارمنی‌نشین نخجوانی می‌گذشت. در نتیجه پناهندگان غیرنظامی زیر آتش نیروهای نظامی قرار گرفتند و صدها آذربایجانی بی‌پناه کشته شدند. گلوله‌هایی که از پشت به بدن و پاهای این افراد اصابت کرده بود، نمایانگر این بود که آنان در حال فرار گلوله‌باران شده‌اند.»

## تسلیحات نظامی
وقتی در پائیز سال ۱۹۹۱، برای شهروندان اتحاد جماهیر شوروی، تجزیهٔ کشور رنگ واقعیت به خود گرفت، هر دو طرف به دنبال به‌دست آوردن تسلیحات واقع در انبارهای نظامی قره‌باغ بودند. توازن نظامی در ابتدا به نفع جمهوری آذربایجان بود. در طی جنگ سرد، دکترین نظامی اتحاد جماهیر شوروی برای دفاع از قفقاز در این راهبرد خلاصه می‌شد که در صورت حملهٔ ترکیه (یکی از اعضای ناتو) از سمت غرب، ارمنستان به یک منطقهٔ جنگی تبدیل شود؛ بنابراین، تنها سه لشکر در جمهوری ارمنستان واقع بود و هیچ فرودگاهی وجود نداشت، درحالی‌که آذربایجان پنج لشکر و پنج فرودگاه نظامی داشت. علاوه بر این، ارمنستان تقریباً ۵۰۰ واگن مهمات داشت، درحالی‌که این مقدار در آذربایجان ۱۰۰۰۰ واگن بود.

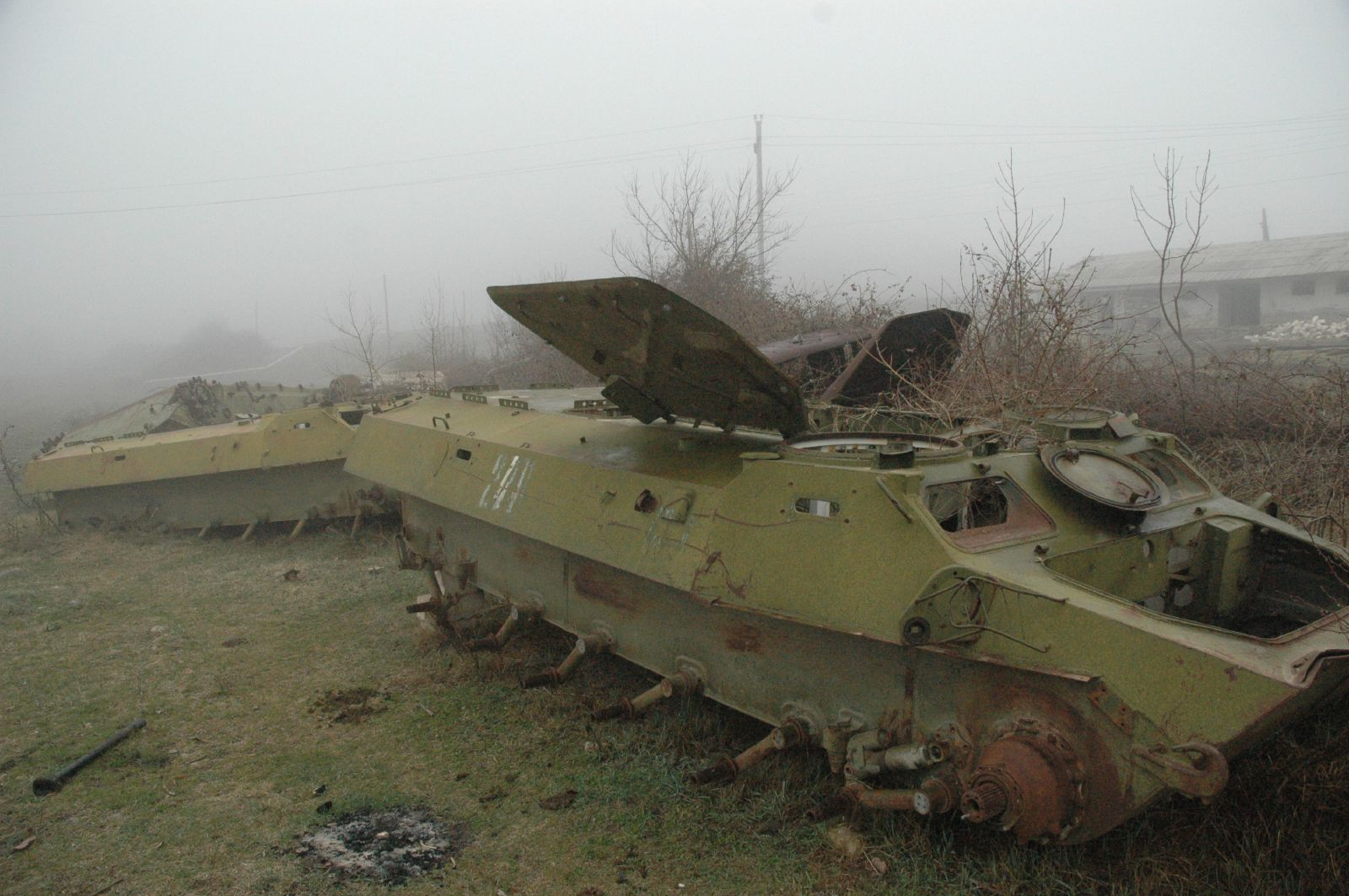
باقی ماندهای دو تانک MT-LB متعلق به جمهوری آذربایجان.

بعد از عقب‌نشینی (نیروهای داخلی روسیه)، زرادخانهٔ بزرگی از مهمات و خودروهای زرهی در اختیار ارمنی‌ها و آذری‌ها قرار گرفت. برای نخستین بار، گورباچف سه سال پیش نیروهای دولتی را از جمهوری‌های دیگر اتحاد جماهیر به منطقه فرستاد و بسیاری از این نیروها تمایلی برای ادامهٔ حضور در آن منطقه را نداشتند. اکثر این افراد سربازان فقیر و جوانی بودند، و سلاح‌های خود را به ازای پول یا حتی با مشروبات الکلی به دو طرف می‌فروختند. بعضی از آن‌ها حتی تلاش می‌کردند تانک‌ها و نفربرهای زرهی را بفروشند. انبارهای تسلیحاتی ناایمن باعث شد دو طرف سیاست‌های گورباچف را علت اصلی نزاع بدانند. همان‌طور که گزارشِ نوامبر ۱۹۹۳ وزارت خارجهٔ آذربایجان می‌گوید، آذربایجانی‌ها مقدار بسیار زیادی از این جنگ‌افزارها را خریدند. این گزارش اظهار می‌کند که آذربایجانی‌ها ۲۸۶ تانک، ۸۴۲ خودرو زرهی، و ۳۸۶ عدد توپخانه را در دوران خلأ قدرت خریده‌اند. با پدید آمدن بازار سیاه، واردات تسلیحات غربی تسهیل شد.
اکثر تسلیحات ساخت روسیه بودند یا از کشورهایی تهیه می‌شدند که قبلاً عضو بلوک شرق بودند. با این حال، هر دو طرف تداراکاتی نیز دیدند. آذربایجان کمک و تدارکات نظامی زیادی از ترکیه، اسرائیل، و کشورهای عربی گوناگون دریافت کرد. جماعت ارمنیان پراکنده نیز در طی دورهٔ جنگ کمک بسیار زیادی به ارمنستان کردند، و حتی به کنگرهٔ ایالات متحده فشار آوردند لایحه‌ای با نامِ بخش ۹۰۷ قانون پشتیبانی از آزادی را در واکنش به محاصرهٔ ارمنستان تصویب کند، و کمک نظامی از جانب ایالات متحده به آذربایجان را در سال ۱۹۹۲ کاملاً ممنوع کند.
درحالی‌که، آذربایجان ادعا کرد که روس‌ها در آغاز به ارمنستان کمک می‌کردند، گفته می‌شود که «رزمنده‌های آذری منطقهٔ قره‌باغ میزان بیشتری از تسلیحات نظامی اتحاد جماهیر را در اختیار داشتند».
بعد از آنکه در ۲۶ دسامبر ۱۹۹۱، گورباچف از دبیرکلی اتحاد جماهیر استعفاء داد، جمهوری‌های باقی‌مانده از جمله اوکراین، بلاروس، و روسیه استقلال خود را اعلام کردند و در ۳۱ دسامبر ۱۹۹۱، اتحاد جماهیر فروپاشید. تجزیهٔ شوروی تمام سدهایی را که مانعِ شروع جنگ تمام عیار میان ارمنستان و آذربایجان بود خراب کرد. یک ماه پیش، در ۲۱ نوامبر، پارلمان آذربایجان خودگردانی منطقهٔ قره‌باغ را لغو کرد و نام پایتختش، «خان کندی»، را بر آن گذاشت. در واکنش به این موضوع، در ۱۰ دسامبر، همه‌پرسی توسط رهبران پارلمان در قره‌باغ برگزار شد (جامعهٔ آذربایجانی‌های مقیم قره‌باغ این همه‌پرسی را تحریم کردند). در این همه‌پرسی، ارمنی‌ها با اکثریت قاطع به استقلال رأی دادند. در ۶ ژانویهٔ ۱۹۹۲، این منطقه استقلال خود را از آذربایجان اعلام کرد.
عقب شینی نیروهای داخلی اتحاد جماهیر از قره‌باغ کوهستانی در منطقهٔ قفقاز موقتی بود. در فوریهٔ ۱۹۹۲، دولت‌های اتحاد جماهیر تحت عنوانِ دولت‌های مشترک‌المنافع گرد هم آمدند. درحالی‌که آذربایجان از پیوستن به این نهاد خودداری کرد، ارمنستان که با بالا گرفتن منازعات از حملهٔ احتمالی ترکیه می‌ترسید به کشورهای مشترک‌المنافع پیوست، و تحتِ «چتر امنیت جمعی» این سازمان درآمد. در ژانویهٔ ۱۹۹۲، نیروهای کشورهای مشترک‌المنافع مرکز فرماندهی جدید خود را در استپاناکرت تأسیس کردند و با پیوستن واحدهای قدیمی از جمله هنگ موتوری ۳۳۶ ام تفنگداران و عناصر ارتش چهارم اتحاد جماهیر نقش فعال تری در صلح بانی بر عهده گرفتند.
آمار تسلیحات نظامی بر اساس تحقیقات و نقد و بررسی مستقل نظامی (آمار ارائه شده تقریبی می‌باشد و در طول جنگ بارها آمار تغییر کرده است)، توسط: «کتاب، بحران قفقاز: تاریخ و جغرافیای سیاسی قره‌باغ. نویسنده:لوون چورباجیان، پاتریک دونابدیان و کلود موتافیان.» «مقاله به زبان روسی:وضعیت بن‌بست در جبهه قفقاز. نویسنده:آلکساندر خرامچیکیان»«کتاب، قره‌باغ کوهستانی: تغییر در توازن نظامی. (مرکز تجزیه و تحلیل استراتژی و فناوری)، نویسنده:میخائیل بارابانوف.»
| تسلیحات نظامی     | ارمنستان + جمهوری آرتساخ  | جمهوری آذربایجان |
| ----------------- | ------------------------- | ---------------- |
| نیروی نظامی (نفر) | (۱۲٬۰۰۰ + ۸٬۰۰۰) = ۲۰٬۰۰۰ | ۴۲٬۰۰۰           |
| توپ               | بین ۱۷۷ تا ۱۸۷            | بین ۳۸۸ تا ۳۹۵   |
| تانک              | بین ۹۰ تا ۱۷۳             | بین ۴۳۶ تا ۴۵۸   |
| نفربر زره‌پوش      | بین ۲۹۰ تا ۳۶۰            | بین ۵۵۸ تا ۱٬۲۶۴ |
| خودرو زره‌پوش جنگی | بین ۳۹ تا ۲۰۰             | بین ۳۸۹ تا ۴۸۰   |
| هواپیمای جنگنده   | ۳                         | بین ۶۳ تا ۱۷۰    |
| بالگرد            | ۱۳                        | بین ۴۵ تا ۵۱     |

## ساختار نیروهای نظامی
جنگ‌های پراکندهٔ بین ارمنی‌ها و آذری‌ها بعد از عملیات حلقه با مشارکت هزاران داوطلب در ارتش‌های بسیج شدهٔ ارمنستان و آذربایجان شدت گرفت. در ارمنستان، مبارزان جدایی طلب اغلب با گروه‌های چریکی تاریخی ارمنستان مقایسه می‌شدند و برابر با افرادی مانند آندرانیک اوزانیان و گارگین نژده تلقی می‌شدند که در اواخر سده نوزدهم و اوایل سده بیستم میلادی علیه امپراتوری عثمانی جنگیده بودند. علاوه بر سربازان مرد ۱۸ تا ۴۵ ساله، بسیاری از ارمنی‌ها برای جنگ داوطلب شدند و «جوکاتز» یا یگان‌هایی متشکل از پنجاه نفر را تشکیل دادند، یا با تعدادی نیروی دیگر تحت فرماندهیِ سرهنگ دومی درمی‌آمدند. در آغاز، بسیاری از این افراد به انتخاب خود زمان و مکان عملیات را انتخاب می‌کردند، و در موارد نادر نظارتی نیز بر کارشان وجود داشت. نافرمانی مستقیم در بین بسیاری از افراد رایج بود، و سربازان مرده غارت، و کالاهایی مانند سوخت دیزلی خودروهای زرهی برای فروش در بازار سیاه دزدیده می‌شد.
زنان فراوانی در ارتش قره‌باغ کوهستانی ثبت نام کردند. این افراد یا در جنگ شرکت داشتند یا نقش‌های کمکی مانند ارائهٔ خدمات کمک‌های اولیه و تخلیهٔ زخمی‌ها از منطقهٔ جنگی را بر عهده داشتند.

سربازان ارمنی در قره‌باغ سال ۱۹۹۰ میلادی.

ارتش آذربایجان نیز تا حد زیادی به همین شکل عمل کرد. با این حال، در طی سال‌های نخست جنگ، سازماندهی بهتری داشت. دولت آذربایجان نیز سربازگیری می‌کرد و بسیاری آذری‌ها، در ماه‌های نخست فروپاشی اتحاد جماهیر، اشتیاق خود را برای حضور در جنگ نشان دادند. ارتش ملی آذربایجان شامل تقریباً ۳۰۰۰۰ نفر، به علاوهٔ تقریباً ۱۰۰۰۰ نفر نیروی شبه نظامی «OMON» و چند صد داوطلب از «جبههٔ مردمی» بود. صورت حسینوف، سرمایه‌دار آذری، نیز با تأسیس تیپ نظامی خود (ارتش ۷۰۹ ام آذربایجان) و خرید سلاح‌ها و خودروهای فراوان از زرادخانهٔ لشکر موتوری ۲۳ ام تفنگداران در جنگ شرکت کرد. «بزکورت» یا تیپِ گرگ‌های خاکستری، اسکندر حمیدف نیز برای اقدام نظامی بسیج شد. دولت آذربایجان نیز با استفاده از درآمدهای حاصل از میدان‌های نفتی واقع در دریای خزر یا نزدیک آن پول بسیار زیادی را صرفِ استخدام مزدورانی از کشورهای دیگر کرد.
دو طرف سعی کردند نیروهای پیشین اتحاد جماهیر را نیز به خدمت گیرند. برای مثال، ژنرال قدیمی اتحاد جماهیر آناتولی زینویچ یکی از مشهورترین افسرانی بود که به خدمت ارمنی‌ها درآمد، و برای پنج سال (بین ۱۹۹۲ تا ۱۹۹۷) در قره‌باغ کوهستانی باقی ماند و در برنامه‌ریزی و اجرای بسیاری از عملیات‌های نیروهای ارمنستانی شرکت کرد. با اتمام جنگ، او رئیس ستادِ ارتش تدافعی جمهوری آرتساخ باقی ماند.
«چون در آن زمان، ارمنستان پیمان فراگیری با روسیه نداشت (این پیمان بعداً در سال ۱۹۹۷ و ۲۰۱۰ امضاء شد)، و چون سازمان پیمان امنیت جمعی برچیده شد، ارمنستان باید خودش از مرزهای خود با ترکیه محافظت می‌کرد. در طی جنگ، اکثر پرسنل و تجهیزات نظامی جمهوری ارمنستان برای دفاع در مقابل تهاجم احتمالی ترکیه، در مرز ارمنستان و ترکیه باقی ماندند.»
از لحاظ نظامی، تعداد مردانِ بین ۱۷ تا ۳۲ سال که در ارمنستان واجد شرایط خدمت نظامی بودند در مجموع ۵۵۰۰۰۰ نفر بود، درحالی‌که این تعداد در آذربایجان به ۱٬۳۰۰٬۰۰۰ نفر می‌رسید. اکثر مردان دو طرف در ارتش اتحاد جماهیر خدمت کرده بودند، و به پیش از این درگیری به شکلی (از جمله جنگ شوروی در افغانستان) تجربهٔ نظامی داشتند. در میان ارمنی‌های قره‌باغ، حدود ۶۰ درصد در ارتش اتحاد جماهیر خدمت کرده بودند. با این حال، علیه اکثر آذری‌ها در زمان خدمت شان در ارتش اتحاد جماهیر تبعیض اعمال می‌شد و در گردان‌های ساخت و ساز به کار مجبور می‌شدند. با وجود تأسیس دو دانشکدهٔ افسری از جمله دانشکدهٔ جدیدی در آذربایجان، فقدان تجربهٔ نظامی یکی از عواملی بود که آذربایجان را برای جنگ ناآماده می‌کرد. گلبدین حکمتیار، فرماندهٔ افغان، به ارتش آذربایجان کمک کرد. بدین منظور، نیروهایی در پیشاور توسط فرمانده فاضل حق مجاهد گردآوری می‌شد و گروه‌هایی برای وظایف گوناگون به آذربایجان اعزام می‌شدند.

## درگیری‌های نظامی

### گلوله‌باران استپاناکرت
گلوله‌باران استپاناکرت یک ماه طول کشید و اهداف غیرنظامی این شهر، پایتختِ جمهوری قره‌باغ کوهستانی، نیز در سال ۱۹۹۱ و ۱۹۹۲، به صورت عمدی بمباران شد. این عملیات جنگی باعث تخریب وسیع و مرگ بسیاری از غیرنظامی‌ها شد.
بر اساس گزارش‌های دیدبان حقوق بشر، نیروهای آذربایجانی و ارمنستانی به بمباران شهرها و روستاها دست زدند، و از گلوله‌باران در عملیات استفاده کردند. دیده‌بان حقوق بشر گزارش کرد که شهرهای خوجالی و شوشی پایگاه‌های اصلی بودند که نیروهای مسلح جمهوری آذربایجان برای بمباران استپاناکرت استفاده کردند. گلوله‌باران کور، تیراندازی توسط تک تیراندازها و حملات هوایی، صدها غیرنظامی را کشت و معلول کرد، خانه‌ها، بیمارستان‌ها، کودکستان‌ها، و مناطق دیگری که از لحاظ قانونی جزء اهداف نظامی محسوب نمی‌شوند ویران شد، و در کل جمعیت غیرنظامی در وحشت زندگی می‌کردند. بر اساس گفتهٔ مرکز یادبود دفاع از حقوق بشر، نواحی مسکونی استپاناکرت و شوشی با استفاده از توپخانه و راکت اندازها مدام گلوله‌باران شدند. میزانِ تخریب و تلفات در استپاناکرت بیشتر از شوشی بود. علت این موضوع شاید، ارتفاع کم استپاناکرت و شدت بسیار بیشتر گلوله‌باران نسبت به شوشی بود، زیرا آذربایجان به مخزن مهمات اتحاد جماهیر در شهر آغدام و دیگر مناطق دست یافت که بیش از ۱۱۰۰۰ واگن پر از راکت (از جمله راکت‌های مخصوصِ ب‌ام-۲۱ گراد) بود.
در ۸ و ۹ می ۱۹۹۲، بمباران کور مناطق غیرنظامی بعد از فتح شوشی توسط واحدهای ارتش ارمنستان پایان یافت.
«آزای کریم اف سربازِ آذری» در خاطرات خود می‌نویسد:
«همه می‌توانند، بعد از شب بعد از عیاشی، با خماری از خواب بیدار شوند، پشت راکت انداز بنشینند و بدون هیچ هدفی، و بدون هیچ هماهنگی به استپاناکرت شلیک، شلیک، و شلیک کنند».
بمباران روزانهٔ آذربایجانی‌ها توسط راکت اندازها و حملات به گوریس و کاپان منجر به مرگِ هزاران غیرنظامی، و تخریب وسیع ساختمان‌ها شد. تا زمان تصرفِ شوشی در ۸ می ۱۹۹۲، مرتب به سمت استپاناکرت، آتشباری می‌شد.
در ۲۱ می ۱۹۹۲، روزنامهٔ شیکاگو تریبون نوشت:
«بعد از شش ماه بمباران روزانه توسط موشک‌های آذربایجانی، میزان آسیبی که به این شهر تک افتاده (با ۷۰۰۰۰ ساکن ارمنی) رسیده است بسیار ترسناک است. تقریباً در تمام ساختمان‌ها، حفره‌های زشت و سیاهی ایجاد شده است. آب، و برق قطع است، و خبری از سوخت یا مواد غذایی نیست».

### نبرد شوشی
نبرد شوشی، برنامه‌ریزی برای عملیات نظامی تحت نظرِ ژنرال گورگن دالیبالتایان و با راهنمایی آرکادی تر-تادئوسیان صورت گرفت. تمام عوامل نظامی به نفعِ ارتش آذربایجان بود. آذری‌ها از لحاظ میزان و کیفیت تجهیزات نظامی برتری داشتند. آن‌ها برتری نفری داشتند، و در ارتفاع بالاتری واقع بودند، و به علت موقعیت راهبردی شوشی، می‌توانستند به راحتی از این شهر دفاع کنند؛ بنابراین، دالیبالتایان حملهٔ مستقیم توسط ارمنی‌ها را شدنی نمی‌دانست. علاوه بر این، بر اساس کنوانسیون‌ها و شیوه‌های نظامی، برای موفقیت عملیات، حتی وقتی طرف مهاجم در بلندی واقع است، تعداد نفرات مهاجم باید حداقل ۳ تا ۴ برابر بیشتر از مدافع باشد، درحالی‌که، یگان‌های نیروهای نظامی ارمنی قره‌باغ در آن زمان چنین توان انسانی نداشتند. در مقابل، آرکادی تر تادووسیان، که پیشروی نیروها به شوشی را رهبری می‌کرد، راهبردِ چند حملهٔ انحرافی به روستاهای مجاور را اتخاذ کرد تا مدافعان را از شهر بیرون بکشاند.
در این میان، نیروها شهر را محاصره می‌کردند و مانع تقویت نیروی دفاعی شهر می‌شدند.
- آرایش نبرد

بعد از نهایی شدن اطلاعات مربوط به مکان، موقعیت و تعداد نیروهای دشمن، طرح حمله در مارس و آوریل ۱۹۹۲ تهیه شد. به دستورِ «ال. مارتیروسوف»، نمونه‌ای از منطقهٔ شوشی ساخته شد، تا فرماندهان اقدامات و دستورهای خود را مشخص کنند. این طرح بسیار محرمانه بود. در ۲۸ آوریل، مسیرهای اصلی عملیات، فرماندهان، منابع در دسترس نهایی و تعریف شد.
آرایش نظامی برای تصرفِ شوشی در ۴ می ۱۹۹۲ با جزئیات زیر امضاء شد:
دشمن موقعیت اطراف شوشی را به شرح زیر در اختیار دارد
- در ارتفاعات شوشی با ۱۲۰۰ نفر
- در زارسلو، حدود ۱۰۰ نفر
- در لیساگور، حدود ۳۰۰ تا ۳۵۰ نفر
- در کسالار، حدود ۳۰۰ نفر

هدف مان این است که:
- دشمن را در (لیساگور، زارالو، جانسان، کارگیاف) شکست دهیم
- در نزدیکی‌های شوشی بر دشمن غلبه کنیم تا کنترل شوشی را در دست بگیریم و شهر را از دستِ سبزها (اسم رمزِ دشمن) نجات دهیم
- به سمت بردادزور پیشروی کنیم و منطقهٔ بردادزور را از دست سبزها آزاد سازیم
- دشمن نیروهای خود را در کسالار، لیساگور، زارسلو، و اطراف شوشی، مستقر، و کل شهر را محاصره کرده است. شیوهٔ شکست دشمن گرفتنِ نقطهٔ مرتفع (N) و تصرف آن موقعیت است.

بعد از سازماندهی مجدد نیروها برای پیشروی به سمتِ لیساگور و زارسلو و شروع حملهٔ فوری از چهار جهت:
- الف: مسیر شوش/شرق، فرمانده: ای. کاراپتیان
- ب: مسیرِ «۲۶»، شمال، فرمانده: وی. چیتچیان
- ج: مسیر لاچین/جنوب، فرمانده:سامول بابایان
- د: مسیر کسلر/ شمال شرق، فرمانده: سیران اوهانیان
- فرماندهٔ نیروهای ذخیره:ی. هواناسیان

هدف نهایی شکست دشمن در سه مرز شوشی، و سپس نابودی دشمن و آزادسازی شوشی است.
پیش از حمله علیه دژ شوشی، نیروهای آرکادی تر تادووسیان به مدت چند هفته به منظور «تضعیف» دفاع شهر، گلوله‌باران توپخانه‌ای را انجام دادند. از اواخر فوریه، ارتش آذربایجان مرزهای شوشی را تقویت کرد و به شهر مهمات فرستاد، و به منظور تخلیهٔ جمعیت غیرنظامی، از هلیکوپتر استفاده کرد. حمله در ۴ می‌شروع شد، اما به دلایل گوناگون (کمبود مهمات، شرایط آب و هوایی نامساعد و غیره) به تأخیر افتاد. در ۸ می، نیروهای ارمنستان تقریباً ۱۰۰۰ نفر را برای حمله به شوشی گرد هم آورده بودند.
- حمله

در سپیده دم ۸ می، آرکادی تر تادووسیان نیروهای خود را از جهات مختلف روانهٔ حمله به شوشی کرد، چون دفاع از مرز شوشی با استپاناکرت از همه ساده‌تر بود، او از کناره‌ها و از پشت به شهر حمله کرد. نیروها به ۵ گروهان تقسیم شد، ۴ گروهان (تحت فرماندهی آرکادی کاراپتیان، والری چچیان، سامول بابایان، و سیران اوهانیان) از جهات مختلف به شهر حمله کردند، و گروه پنجم (تحت فرماندهی یورا اوانسیان) به عنوان ذخیره باقی ماندند تا در صورت نیاز فوری به کمک، به گروهان‌ها بپیوندند. گروه اصلی نیروی مهاجم عمدتاً متشکل از تفنگداران پیاده بود، اما حداقل چهار تانک و دو هلیکوپتر نیز در حمله شرکت داشتند. روبرت کوچاریان، رئیس‌جمهور آتی ارمنستان، نیز در میان کسانی بود که در تصرف شهر شرکت داشتند.
در شهر، فرمانده آذری «البروس اورجف» فرماندهی صدها نفر و تانک را بر عهده داشت. به علت نزدیکی نیروهای مهاجم، راکت اندازهای گراد در دفاع از شهر بی استفاده ماندند. نیروهای اورجف در ابتدا توانستند حملهٔ ارمنی‌ها که به صخره‌های شهر رسیده بودند دفع کنند. گروه‌های داوطلب چچنی به رهبری چریک بزرگ شامل باسایف به نیروهای اورجف کمک می‌کردند، و جزء آخرین کسانی بودند که شهر را ترک کردند.
در میانهٔ روز، جنگ شوشی به جنگی تمام عیار تبدیل شد، و هر دو طرف جنگ درگیرِ جنگی سهمگین در خیابان‌ها و در نزدیکی برج ارتباطاتی شدند. رویارویی مشهور بین دو طرف وقتی رخ داد که تانک تی ۷۲ ارمنی، در هنگام ورود به شوشی، با تانک آذری مواجه شد که از شمال شهر نزدیک می‌شد. بعد از تبادل آتش، تانک ارمنی، که سرنشین آن «گاگیگ آوشاریان» بود، توسط تانک رقیب منفجر شد. تانک آوشاریان مجهز به پوستهٔ قدیمی حرارتی بود که در مقابل گلوله‌های تانک آذری نامؤثر بود. دو تن از خدمهٔ تانک کشته شدند، اما آوشاریان جان به در برد. در عصرِ ۸ می، نیروهای ارمنی سه راکت انداز گراد را نابود کردند و باقیماندهٔ توپخانه را به غنیمت گرفتند. بعد از چند ساعت، مدافعان شهر مجبور به عقبت نشینی به جنوبی‌ترین نقطهٔ شهر شدند.
در ۹ می، نیروهای ارمنی کنترل کامل شوشی را در دست گرفتند. وقتی به کلیسای جامع شوشی، که در جنگ آسیب دیده بود، وارد شدند دریافتند که آذری‌ها آن را تبدیل به محلِ مهمات گراد کرده‌اند. اورجف، که توسط نیروهای مهاجم منصوب شده بود، به نیروهایش دستور عقب‌نشینی و ترک دژ شوشی را داد. تلفات دو طرف بیش از ۱۰۰ نفر تخمین زده شد.

## نقش نیروهای شبه نظامی در جنگ
با آغاز جنگ در قره‌باغ مقامات جمهوری آذربایجان، در پی ایجاد رابطه با کشورهای اسلامی برآمدند. ابتدا وارد مذاکره و دوستی با کشورهای ترکیه، ایران، عربستان سعودی، کویت، امارات متحده عربی، عراق و پاکستان شده و در دسامبر سال ۱۹۹۱م. به عضویت سازمان همکاری اسلامی و در سال ۱۹۹۲م. نیز به عضویت کنفرانس سازمان همکاری اقتصادی اسلامی درآمدند. هدف دولت مردان آذربایجان استفاده از تریبون‌های این سازمان‌ها جهت تبلیغات علیه ارمنیان و تصویب قطعنامه‌هایی ضد ارمنستان بود. در این راه ترکیه نقش اساسی در حمایت‌های مالی و فکری برای آذربایجان ایفا می‌نمود. در روزهایی که جنگ قره‌باغ به اوج رسیده و مقامات آذربایجان از تریبون‌های مختلف اعلام نمودند که جنگ قره‌باغ یک جنگ مذهبی است این در حالیست که اکثر کارشناسان بین‌المللی در کشورهای مختلف و سازمان ملل، جنگ قره‌باغ را یک جنگ سرزمینی می‌دانستند. این تبلیغات منفی و گسترده سبب شد که پای گروه‌های تندروی افراطی از کشورهای، ترکیه، افغانستان، پاکستان و چچن به جمهوری آذربایجان و جنگ قره‌باغ باز شده و پس از پایان جنگ نیز آذربایجان پایگاهی برای این گروه‌های تروریستی گردید.
در تیرماه ۱۹۹۳ میلادی، «روشن جواداف» معاون وزارت داخلی آذربایجان و رهبر گروه رزمندگان داوطلب قره‌باغ «آمونلار» طی سفری که به افغانستان داشت در ملاقات با «گلبدین حکمتیار» نخست‌وزیر افغانستان موافقت نامه‌ای جهت اجاره و استفاده از مجاهدین افغان در جنگ قره‌باغ امضاء نمود. حکمت یار که پس از خاتمه جنگ افغانستان با شوروی حمایت‌های مالی عربستان سعودی را از دست داده و در تنگنای سیاسی و اقتصادی قرار داشت از این فرصت استفاده نمود و در ازای دریافت مبالغ هنگفت سربازان مجاهد افغان را در اختیار جمهوری آذربایجان قرار داد.
اما بر طبق اظهارات فرمانده ارشد ارتش ارمنستان «ولادیمیر وارطانیان» حکمت یار برخلاف تفاهم نامه امضاء شده تنها تعداد کمی از سربازان سطح بالای خود موسوم به گروه «لک لک‌های سیاه» را به آذربایجان فرستاد.
بر اساس اسناد و مدارک سازمان اطلاعاتی روسیه در سپتامبر سال ۱۹۹۳م. تعداد ۱۵۰۰ نفر سرباز و مجاهد افغان وارد آذربایجان شدند. بر طبق گفته‌های یکی از مجاهدین افغان «بختیار وهابزادی» که در تاریخ ۲۲ آوریل ۱۹۹۴ به اسارت ارتش ارمنستان درآمده بود، مجاهدین افغان روزی ۱۰۰۰ منات جمهوری آذربایجان دستمزد می‌گرفتند همچنین وی گفته دولت آذربایجان متعهد گردیده بود که پس از خاتمه جنگ به هر کدام از سربازان افغان ۵۰۰۰ دلار پاداش تعلق گیرد. وی همچنین متذکر می‌شود که در آن زمان سربازان افغان نسبت به سربازان آذربایجان دارای مزایا و امتیازات بیشتری بوده‌اند.
جامعهٔ چچن، به رهبری شامل باسایف، یکی از گروه‌هایی بود که در جنگ شرکت کرد. به گفتهٔ آذر رستم اف، ژنرال آذری، در سال ۱۹۹۲ «در نبردها، هزاران داوطلب چچنی کمک‌های ارزشمندی به رهبری شامل باسایف و سلمان رادویف کردند». گفته می‌شود، باسایف یکی از آخرین مبارزینی بود که شهر شوشی را ترک کرد. به گفتهٔ گزارش‌های خبری روس‌ها، باسایف بعداً گفت که، او و گردانش تنها یکبار در قره‌باغ در جنگ علیه گردان داشناک شکست خوردند. او بعداً گفت که نیروهایش را به این دلیل از جنگ بیرون کشیده است که وجه ملی گرایانهٔ جنگ از وجه مذهبی آن پیشی گرفته بود. باسایف در طی جنگ آبخازیا (۱۹۹۳–۱۹۹۲) آموزش نظامی مستقیم از سرویس اطلاعات نظامی روسیه اداره اصلی اطلاعات گرفت، چون منطقهٔ آبخازیا تحت حمایت روسیه بود. دیگر چچنی‌ها نیز در جنگ توسط سرویس اطلاعات نظامی روسیه آموزش دیدند، بسیاری از این چچنی‌ها که برای روسیه در منطقهٔ آبخازیا علیه گرجستانی‌ها جنگیده بودند، در جنگ قره‌باغ کوهستانی برای آذربایجان علیه ارمنستان جنگیدند.

## نقش ایران در جنگ قره باغ
ایران خواهان حل مناقشه قره‌باغ به صورت مسالمت‌آمیز است. دولت ایران، در طول دو دهه گذشته سعی کرده است نقش میانجی‌گری را در قره‌باغ ایفاء نماید. در زمان جنگ قره‌باغ، به نقل بعضی از فرماندهان سپاه پاسداران به تعلیم نظامیان و مبارزان آذربایجانی پرداختند، یا مستقیماً در جنگ شرکت داشتند، ولی این اظهارات از سوی مقامات بلندپایه ایران رد یا تأیید نشده است.
در جریان جنگ اکبر هاشمی رفسنجانی رئیس‌جمهور وقت ایران در اکتبر ۱۹۹۳. م / آبان ۱۳۷۲ به باکو سفر کرد و طی سه روز (۴، ۵ و ۷ آبان) دیدارهای خصوصی و مکرری با حیدر علی‌اف داشت. در این سفر رئیس‌جمهور وقت آذربایجان از ایران درخواست ورود عملی به جنگ را کرد. هاشمی رفسنجانی در خاطرات خود به این موضوع پرداخته و می‌نویسد: «... تقریباً همه‌جا در حرکت‌ها و بازدیدها، رئیس‌جمهور [حیدر علی‌اف] همراه من بود، یکی از حرف‌های مهم و تکراری‌اش این بود که ایران از این فرصت جنگ با ارامنه استفاده کند و حضور خودش را در آذربایجان بالا ببرد و گاهی تعبیر می‌کرد که این‌جا از آنِ ایران بوده و حالا هم بیایید دفاع کنید و اداره کنید. در نخجوان هم که بود، شبیه این حرف‌ها را می‌زد و تحلیل می‌کرد که اگر شما آذربایجان را تحت قدرت خود بگیرید، حاکمیت روسیه در کل قفقاز متزلزل می‌شود …». هاشمی در خاطرات ۸ آبان [۱۳۷۲] می‌نویسد: «بعد از نماز مغرب، شورای عالی امنیت ملی جلسه داشت. دربارهٔ درخواست کمک نظامی از سوی جمهوری آذربایجان مذاکره شد. در مورد کمک‌های آموزشی، تسلیحاتی و سیاسی موافقت شد اما درمورد همکاری عملی در دفاع مخالفت شد».
حیدر علی اف در ژوئن ۱۹۹۴. م / تیر ۱۳۷۳ هم در این رابطه به ایران سفر کرد که هاشمی دربارهٔ درخواست‌های وی نیز مطالبی نوشته است.
اکبر هاشمی رفسنجانی در خاطرات خود به بخشی از کمک‌های ایران به جمهوری آذربایجان اشاره می‌کند:
«تلفنی به علی‌اکبر ولایتی گفتم می‌توانند برای عبور مجاهدین افغانی به جمهوری آذربایجان اقدام کنند. دو طرف خواسته‌اند، سلاح و مهمات بدهند و برای حفاظت سایت سد خداآفرین در جمهوری آذربایجان در مقابل ارمنی‌ها اقدام کنند. محمد فروزنده، اطلاع داد که معامله سی میلیون دلاری سلاح و مهمات با جمهوری آذربایجان انجام شده است.»
«محمود واعظی، اجازه گرفت که با مذاکره تلفنی رئیس‌جمهور ارمنستان با من که تقاضا دادند، موافقت کنند؛ گفتم به شرط اینکه در تلفن بپذیرد انعطافی در تهاجم نظامی ارمنی‌ها به جمهوری آذربایجان بشود. پیام آمریکا توسط سوئیس دربارهٔ تجمع نیروهای ایران در مرز جمهوری آذربایجان را خواند که خواسته بودند دخالت نظامی نکنیم؛ گفتم که جواب بدهند.»
«عصر تلفنی با حیدر علی اف، کفیل ریاست جمهوری آذربایجان حرف زدیم. از کمک‌های ما تشکر داشت و گفت ۱۱ مهر انتخابات دارند.»
به گزارش گروه دفاع و امنیت مشرق به نقل از جهان، یک مقام عالیرتبه سابق ایرانی فاش کرد: «فرماندهان سپاه پاسداران انقلاب اسلامی ایران در زمان جنگ قره‌باغ به جمهوری آذربایجان اعزام شدند و به تعلیم مبارزان و نظامیان این جمهوری پرداختند. اما زمانی که حیدرعلی اف رئیس سابق جمهوری آذربایجان دید که فرماندهان سپاه محاسن دارند و نماز به پا می‌دارند، آن‌ها را از جمهوری آذربایجان بازگرداند.»
منصور حقیقت‌پور، یکی از فرماندهان سپاه پاسداران در تار نمای رسمی خود دربارهٔ معرفی خود این چنین می‌نویسد:
«قریب دوسال به عنوان مشاور نظامی در آذربایجان مستقر و در جهت آموزش و تجهیز ارتش آذربایجان خصوصاً در مقطع جنگ قره‌باغ انجام وظیفه می‌نمایند که در این مقطع بیشترین همکاری دفاعی و آموزشی فی‌مابین ایران و جمهوری آذربایجان به وقوع می‌پیوندد.»
نورالدین خوجا یکی از فرماندهان جمهوری آذربایجان طی گفتگویی که با سایت اینتر پرس جمهوری آذربایجان انجام داده است، در پاسخ به این سؤال خبرنگار که آیا از همسایگان هم کسی به ما کمک کرد گفت: «در حوادث «زنگیلان» از ایران در خواست کمک کردیم؛ اگر در آن دوره آتش توپخانه ایران نبود مردم زنگیلان با کشتار مواجه می‌شدند.»
«غلام عسگر کریمیان» یکی از فرماندهان سپاه پاسداران در نشست خبری به مناسبت ۲ اردیبهشت (سالروز تأسیس سپاه پاسداران) گفت:
«جنگ قره‌باغ را از مظلومیت‌های ایران خواند. در بالاترین سطح به دولت آذربایجان کمک کردیم ولی برخی با منظورهای خاص تلاش کردند آن را بیان نکنند.»
«در اسفند ۹۱ محسن رضایی، از فرمانده پیشین سپاه پاسداران در مصاحبه با خبرنگاران در تبریز فاش ساختند، تعداد زیادی ایرانی در جریان حمایت از جمهوری آذربایجان در جنگ قره‌باغ شهید شدند و ایران از کمک‌ها و آموزشهای نظامی به جمهوری آذربایجان در جریان این مناقشه قره‌باغ دریغ نکرده است.»

## جنگ هوایی
مقاله جنگ هوایی بر فراز ناگورنو–قره‌باغ، ۱۹۸۸ تا ۱۹۹۴؛ نوشته تام کوپر به همکاری میخائیل ژیروخوف و گزارش‌های مختلف از سازمان همکاری اقتصادی و توسعه و مقاله مجله نظامی اتریشی در سال ۱۹۹۳ میلادی.
طی مراحل اولیه بحران (۱۹۸۸–۱۹۹۱) در قره‌باغ، بالگردهای ارتش شوروی به نحو گسترده‌ای برای رساندن تدارکات و تخلیه مجروحان و پناهندگان از این منطقه تحت محاصره استفاده شدند. در همین حال بالگردهای میل می-۸ و هواپیماهای مسافربری یاکوولف یاک-۴۰ بخش ارمنستانی خطوط هوایی ائروفلوت هم طی پروازهایشان از خاک ارمنستان به استپاناکرت، سلاح منتقل می‌کردند. برخی از این هواپیماهای نظامی و غیرنظامی با آتش زمینی آذربایجانی‌ها سرنگون شدند. برای مثال در ۱۹۹۰ یک آنتونوف ای‌ان-۲ سرنگون شد و در ۱ اوت ۱۹۹۰ سقوط یک یاک ۴۰ خطوط هوایی آئروفلوت منجر به مرگ خدمه و ۴۳ مسافر آن گردید.
با فروپاشی اتحاد شوروی در همان حال که سلاح‌های ارتش شوروی در قفقاز شمالی راه خود را به هر دو جمهوری تازه تأسیس ارمنستان و آذربایجان پیدا کردند، هر دو طرف شروع به تحویل گرفتن سلاح از واحدهای در حال خروج ارتش شوروی کردند.
طی این فرایند هر دو طرف توانستند مقادیر زیادی سلاح سنگین و از جمله هواپیما و بالگرد به دست بیاورند. در پایان دسامبر ۱۹۹۱، ۱۴ فروند بالگرد میل می-۸ و میل می-۲۴ مستقر در «پایگاه سانچاگالی» به دست آذری‌ها افتاد. این بالگردها به توان اصلی نیروی هوایی تازه تأسیس آذربایجان که رسماً در ژوئن ۱۹۹۲ سازمان یافت تبدیل شدند. بالگردهای دیگری هم از منابع مشابه به دست آمدند:در بیشتر موارد افسران واحدهای ارتش شوروی سابق مشتاق بودند تجهیزات را سوای آذری یا ارمنی بودن مشتری‌ها، به هر کسی که بهای بیشتری پرداخت می‌کرد تحویل دهند. ده‌ها نفر از این افسران هم به صورت مزدور به استخدام طرف‌های درگیر درآمدند. تعجبی نداشت که آذربایجانی‌ها بتوانند طی مدت کوتاهی برای خودشان نیروی هوایی ترتیب دهند. نیروی هوایی جمهوری آذربایجان بین ۲۵ تا ۳۰ فروند میل می-۲۴، تعدادی میل می-۸ و میل می-۱۷ و شماری دیگر هواپیما و بالگرد در اختیار داشت.
ارمنی‌ها توانستند کنترل ۱۳ فروند میل می-۸ و میل می-۱۷ بازمانده از ارتش گروه گارد هفتم شوروی سابق را که در نزدیکی ایروان مستقر بود به دست بگیرند در اوت ۱۹۹۲ تأسیس نیروی هوایی ارمنستان اعلام شد.
در ۹ ژانویه ارمنی‌ها مدعی شدند یک بالگرد میل می-۸ آذری را به وسیله یک موشک دوش پرتاب استرلا ۲ ساقط کرده‌اند و این ادعاها در ۲۴ ،۲۸ و ۳۱ ژانویه هم تکرار شد. در همان روز ۳۱ ژانویه آذری‌ها هم اعلام کردند دو فروند میل می-۸ را که در حمله اولیه ارمنی‌ها شرکت داشته‌اند سرنگون کرده‌اند.
در ۱۹ فوریه دو فروند بالگرد هایند آذری که توسط خلبانان مزدور ارتش شوروی سابق هدایت می‌شدند به مواضع ارمنی‌ها در نزدیکی «کاراگالی» حمله کردند.
در پایان فوریه ۱۹۹۲، ارمنی‌ها دو تیپ مکانیزه تازه سازمان یافته خود را برای ایجاد یک گذرگاه پشتیبانی از خاک ارمنستان به قره‌باغ به کار انداختند. حمله در ابتدا موفقیت‌آمیز بود و یک مسیر پشتیبانی که معمولاً با اسم گذرگاه لاچین شناخته می‌شود ایجاد شد، امری که باعث کاهش یافتن پروازهای تدارکات‌رسانی روس‌ها به مناطق در محاصره قره‌باغ گردید. در ابتدای مارس آذری‌ها در چند نقطه از این گذرگاه اقدام به انجام ضد حمله کردند. طی این عملیات نیروی هوایی آذربایجان بازهم بالگردهای خود را به کار گرفت، اما بلافاصله تعدادی از این بالگردها توسط نیروهای دفاع هوایی ارمنستان که به تازگی با تعداد قابل توجهی توپ زو-۲۳–۲ و موشک‌های استرلا تجهیز شده بودند منهدم شدند. در ۵ مارس، یک میل می-۸ سرنگون شد و در ۲۸ مارس یک میل می-۲۴ آذری توسط موشک‌های استرلا ۷ ساقط گردید. آذری‌ها دو فروند هایند دیگر را در روزهای ۲۰ آوریل و ۱۸ می از دست دادند. تنها شش فروند هایند دیگر برای آذری‌ها باقی‌مانده بود. اما همین میل می-۲۴های باقی‌مانده هم به پروازهای فشرده علیه نیروهای ارمنی ادامه دادند. در ۸ می ۴ فروند هایند آذری استپاناکرت را هدف حمله قرار دادند و در همین روز بالگردهای آذری به مواضع نظامیان ارمنی در قره‌باغ یورش بردند.
حملات آذری‌ها در ژوئن ۱۹۹۲ ارمنی‌ها را تحت فشار قابل توجهی قرار داد، اما منجر به قطع گذرگاه لاچین نشد. اما این حملات متوقف نشد، به خصوص که نیروی نظامی آذری‌ها در حال دریافت تجهیزات بیشتر بود و بخش اعظم واحدهای ارتش شوروی سابق که در خاک آذربایجان باقی‌مانده بودند در حال تحویل سلاح‌هایشان به آنان بودند. در ۹ ژوئن، رحیم قاضیف وزیر دفاع آذربایجان اعمال فشار مضاعف بر پادگان‌های روسی باقی‌مانده در کشورش را آغاز کرد. طی این فرایند آذری‌ها با اعمال فشار بر فرماندهان، بازداشت افسران یا تطمیع آن‌ها، گروگان‌گیری یا حمله به پادگان‌ها توانستند سلاح‌های سنگین فروانی به دست بیاورند. در پایگاه هوایی «گاندژا» بیش از ۱۱ فروند (در منابع غربی ۱۶) سوخو-۲۴، ۲۰ فروند میگ-۲۵ و سه فروند هواپیمای باری ایلیوشین ایل-۷۶ به دست آذری‌ها افتاد.
آذری‌ها یک انبار بزرگ حاوی قطعات یدکی برای جنگنده‌های میگ-۲۵ در نزدیکی باکو و تعدادی جنگنده فرسوده و غیرقابل سرویس میگ-۲۱ مستقر در فرودگاه «دالیار» را به کنترل خود درآوردند. در همین حال ارتش آذربایجان با حجم زیادی از سلاح‌های سنگین و از جمله تانک‌های تی-۷۲ در حال تقویت شدن بود.
تعداد فزاینده‌ای از افسران روس مستقر در آذربایجان هم در حال پیوستن به نیروهای مسلح آذری بودند. یکی از آنان سرهنگ «ولادیمیر کراوتسوف»، فرمانده هنگ جنگنده فرودگاه «نانسوسنی» بود که جنگنده‌های میگ-۲۵ در اختیار داشت. کراوتسوف هنگ تحت فرمان خود را منحل کرد و با پیوستن به آذری‌ها به مقام فرماندهی کل نیروی هوایی آذربایجان رسید. در ادامه، کاپیتان «یوری بلیچنکو»، خلبان یکی از میگ-۲۵های تعمیر شده هم به آذری‌ها پیوست. میگ-۲۵ بلیچنکو در ۲۰ اوت ۱۹۹۲ به وسیله یک استرلای ارمنی سرنگون شد و خود او نیز به اسارت درآمد.
یک فروند میگ-۲۱ در ۲۰ اوت در اطراف «سوخی» ساقط شد. خلبان روس که «الکساندر» نام داشت بعدها و در اسارت ارمنی‌ها درگذشت. یک میگ-۲۱ دیگر آذری در همان منطقه و در ۳۱ اوت با آتش سلاح‌های سبک سرنگون گردید. در ۵ سپتامبر یک هایند آذری به خلبانی سرگرد «سرگیی سینیوشکین» و کاپیتان «یوگنیکارلو» منهدم شد و خلبانان کشته شدند، هایند دیگری نیز در ۱۸ سپتامبر و در حوالی آسکران سقوط کرد.
در ۳۰ اکتبر یک میگ-۲۱ (احتمالاً از اوکراین خریداری شده بود) و در ۱ نوامبر یک فاکس بت سرنگون شدند. یک ائرو ال-۲۹ دلفین هم همان روز در قره‌باغ سقوط کرد. حداقل دو خلبان روس و آذری کشته شدند و «آناتولی چیستیاکوف»، یک خلبان روس نیز اسیر شد. در نبرد زمینی نیز ارمنی‌ها نیروهای زرهی خود را به کار گرفتند، اما تعدادی از تانک‌های تی-۷۲ و نفربرهای بی‌ام‌پی-۱ آن‌ها توسط میگ-۲۵ها و میگ-۲۱های آذری و با به‌کارگیری موشک‌های هوا به هوای آر-۶۰ در نقش ضد تانک منهدم شدند. در روزهای بعد نبرد از گذرگاه لاچین و قره‌باغ به مرز میان دو کشور نیز گسترش یافت و نیروی هوایی آذربایجان مأموریت‌های گسترده‌ای برای پشتیبانی هوایی و تدارکات‌رسانی انجام داد. بالگردها در این مرحله با انتقال نیرو به مناطق کوهستانی نقش ویژه‌ای بازی کردند. یک میل می-۸ آذری در ۱ نوامبر و در حالی که بیش از ۴۰ نفر نیرو حمل می‌کرد سرنگون شد.
در ۲۳ نوامبر دو فروند میل می-۸ ارمنی بر فراز مواضع آذری‌ها مورد اصابت قرار گرفتند. یکی از بالگردها بلافاصله سرنگون شد اما بالگرد دوم توانست پشت خطوط ارمنی‌ها به زمین بنشیند. یک میل می-۸ دیگر هم در ۳۰ دسامبر از دست رفت و در همان روز حمله هوایی جنگنده‌های آذری به استپاناکرت موجب مرگ ده غیرنظامی شد.
| تسلیحات نیروی هوایی | ارمنستان + جمهوری آرتساخ | جمهوری آذربایجان   |
| ------------------- | ------------------------ | ------------------ |
| میگ-۲۱              | ۱                        | ۱۸                 |
| میگ-۲۳              | ۰                        | ۱                  |
| میگ-۲۵              | ۰                        | ۲۰                 |
| سوخو-۱۷             | ۰                        | ۴                  |
| سوخو-۲۴             | ۰                        | ۲۰                 |
| سوخو-۲۵             | ۲                        | ۷                  |
| آئرو ال-۲۹ آلباتروس | ۱                        | ۱۸                 |
| آئرو ال-۳۹ آلباتروس | ۲                        | ۱۲                 |
| میل می-۲۴           | بین ۱۲ تا ۱۵ فروند       | بین ۲۵ تا ۳۰ فروند |
| میل می-۲            | ۲                        | ۷                  |
| میل می-۸            | ۷                        | ۱۳                 |
| ایلیوشین ایل-۷۶     | ۰                        | ۳                  |
| آنتونوف-۱۲          | ۰                        | ۱                  |
| آنتونوف-۲۴          | ۰                        | ۱                  |
| توپولوف تی-یو ۱۳۴   | ۱                        | ۱                  |